# Le Dessous des cartes
 (janvier 2025).
Pour les articles homonymes, voir Le Dessous des cartes (film) et DDC.
Le Dessous des cartes ou DDC (Mit offenen Karten en allemand, littéralement Avec des cartes ouvertes) est une émission éducative hebdomadaire créée en 1990 et diffusée sans interruption sur La Sept puis sur la chaîne de télévision franco-allemande Arte.
Elle a pour but de traiter un sujet de géopolitique et de géographie principalement par le biais de cartes géographiques.
Elle a été présentée par le géographe et géopolitologue Jean-Christophe Victor jusqu'à sa mort en 2016. Celui-ci en préparait le contenu avec l'aide du Laboratoire d'études prospectives et d'analyses cartographiques (LEPAC), dont il était le fondateur et le principal actionnaire.
Le 2 septembre 2017, l'émission est reconduite de manière hebdomadaire avec comme présentatrice Émilie Aubry.

## Programmation et format
L’émission est diffusée de 1990 à 1992 sur la Sept (actuellement nommée Arte France) jusqu’à la disparition de la chaîne, puis depuis 1992 sur la chaine franco-allemande Arte.
La première émission, consacrée au Japon, est diffusée le 12 décembre 1990.
L’émission est diffusée le samedi à 19 h 30 (heure métropolitaine française) et rediffusée plusieurs fois dans la semaine.
Le format de l’émission a peu varié depuis son origine mis à part l'augmentation de sa durée qui est passée de 7 à 11 minutes. Le passage de 11 à 26 minutes évoqué par Jean-Christophe Victor en 2002 a été abandonné.
À la suite de la mort de Jean-Christophe Victor, survenue le 28 décembre 2016, seules des rediffusions et des épisodes déjà tournés sont diffusés par Arte durant le premier semestre 2017. La chaîne annonce cependant la production d'épisodes inédits pour septembre 2017 au début de l'épisode diffusé le 26 mai 2017.

## Déroulement de l’émission
De manière générale, l’émission tournée généralement à la Bibliothèque nationale de France se déroule comme suit :
- générique de début ;
- introduction - Jean-Christophe Victor / Émilie Aubry présente le sujet de l’émission ;
- développement - des cartes, animations et parfois photos accompagnent la voix off de Jean-Christophe Victor / Émilie Aubry;
- conclusion - Jean-Christophe Victor / Émilie Aubry conclut le sujet de l’émission ;
- bibliographie - présentation des livres ayant servi de sources et/ou pouvant compléter le sujet de l’émission ;
- générique de fin.

Désormais présentée depuis le 2 septembre 2017 par Émilie Aubry qui anime en parallèle les soirées THEMA, l’émission géopolitique de référence, créée et incarnée pendant plus de vingt ans par Jean-Christophe Victor, revient à l’antenne dans une nouvelle formule. Parmi les nouveautés : des cartes géo-référencées en très haute résolution, des séquences de survol des territoires en 3D, des animations et un habillage réactualisés…
Depuis septembre 2019, l'émission change de décors et semble être dorénavant filmée en studio (une vidéo d'Émilie Aubry disponible sur la chaîne YouTube du Dessous des cartes consulte les internautes afin de savoir ce qu'évoque le nouveau mobilier de l'émission).
Depuis le 7 mars 2022, la chaîne franco-allemande propose du lundi au vendredi, vers 20 h 50 après l'émission 28 minutes, une pastille de quelques minutes consacrée à l'actualité géopolitique autour de l'Ukraine et dans le monde : « Le Dessous des cartes - L'essentiel » et présentée par Émilie Aubry.

## Infographie

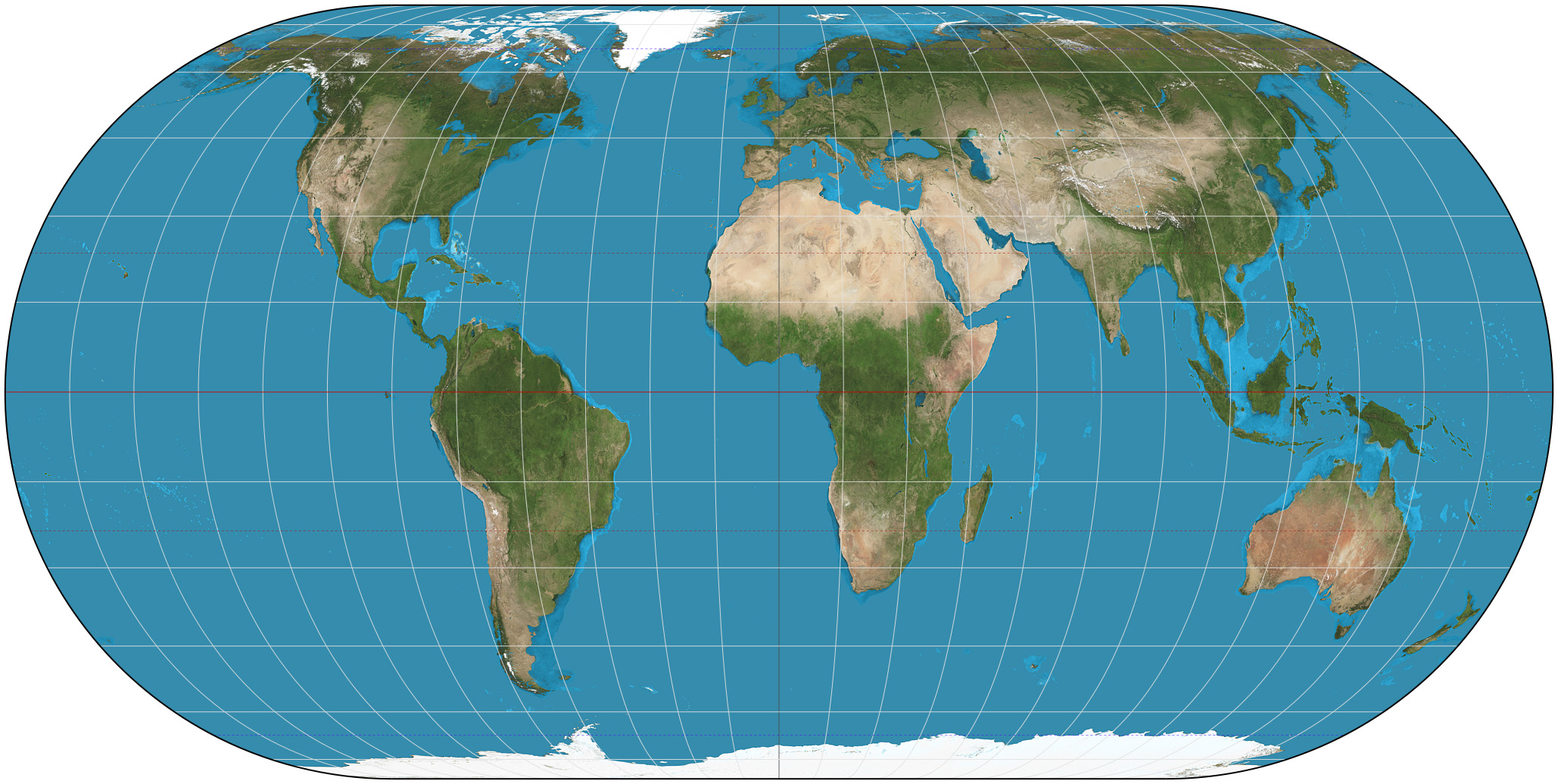
Projection (de Max Eckert) « Eckert IV » de la Terre.

La topographie des cartes est basée sur les données « Oxford Cartographers Ordnance Survey ». La projection la plus utilisée est celle d’Eckert dite pseudocylindrique. Depuis janvier 2007, avec l'émission Nigéria, État riche pays pauvre, des images satellitaires issues de Google Earth sont fréquemment utilisées.

## Construction d’un numéro
Le Laboratoire d'études prospectives et d'analyses cartographiques (LEPAC) livre une trentaine de numéros du Dessous des cartes par an à la chaîne Arte. Les thèmes sont pour la plupart choisis un an à l’avance pour permettre à l’équipe de préparer les sujets. Ce délai dans le choix des thèmes favorise le recul au traitement de l’actualité. Néanmoins, les thèmes s’adaptent parfois à l’actualité (ex. : l’émission Tsunami, un phénomène naturel tournée seulement trois mois après les événements).
En 2023, il faut environ 3 mois de travail pour réaliser un épisode.

## Sujets de l'émission
Sur les 300 émissions (de mars 2001 à mai 2008), 210 (70 %) ont une approche géographique et 84 (28 %) ont une approche thématique. Restent six numéros inclassables : introspectifs (ex. : « La méthode du Dessous des Cartes ») ou rêveurs (ex. : « Un voyage avec Corto Maltese, de la Turquie à Samarkand »).
À titre indicatif et dans les ensembles géographiques les plus communément admis :
- Afrique (29) ;
- Amérique latine (21) ;
- Amérique anglo-saxonne (12) ;
- Europe (53) ;
- Mondes polaires (11) ;
- Asie centrale (10) ;
- Asie de l'Est (35) ;
- Moyen-Orient (36) ;
- Océanie (1).

De manière anecdotique, l'émission du 29 mars 2000, correspondant à la semaine du 1er avril est une parodie de l’émission elle-même. L’équipe du Dessous des cartes met en scène ce qui pourrait correspondre à l’émission du 1er avril 3000 en proposant une rétrospective des mille dernières années.

## Liste des épisodes
| 10 janvier  | Berlin : une capitale en devenir (5/6) - Laboratoire de l'unité allemande |  |                      |  |
| 17 janvier  | L'Allemagne européenne (6/6)                                              |  |                      |  |
| 24 janvier  | Natuna - Conflit de puissance sino-indonésien                             |  |                      |  |
| 31 janvier  | L'Iran ancien (1/3)                                                       |  | Iran                 |  |
| 7 février   | L'Iran moderne (2/3)                                                      |  | Iran                 |  |
| 14 février  | Entretien sur l'Iran avec Olivier Roy (3/3)                               |  |                      |  |
| 7 mars      | Entretien avec Pascal Lorot                                               |  |                      |  |
| 14 mars     | Algérie territoire du chaos, territoire protégé                           |  |                      |  |
| 21 mars     | Norvège - Le bonheur loin de Bruxelles                                    |  |                      |  |
| 28 mars     | Étude de risque pays en Asie                                              |  |                      |  |
| 4 avril     | Taïwan                                                                    |  | Taïwan               |  |
| 11 avril    | Traité d'Ottawa                                                           |  |                      |  |
| 18 avril    | Le réchauffement climatique                                               |  |                      |  |
| 2 mai       | Les territoires d'Israël (1/2) - Les cartes de l'histoire                 |  |                      |  |
| 9 mai       | Les frontières d'Israël (2/2) - Les lieux de blocage                      |  |                      |  |
| 16 mai      | Moyen-Orient                                                              |  | Moyen-Orient         |  |
| 30 mai      | Liberia (1/2) - Histoire d'un conflit                                     |  | Liberia              |  |
| 13 juin     | Chypre - Un avenir européen ?                                             |  |                      |  |
| 27 juin     | Dayton, trois ans après                                                   |  |                      |  |
| 3 octobre   | La terre vue du ciel                                                      |  |                      |  |
| 10 octobre  | Libye                                                                     |  | Libye                |  |
| 17 octobre  | Euroland                                                                  |  |                      |  |
| 24 octobre  | L'élargissement de l'Europe à l'est                                       |  |                      |  |
| 31 octobre  | La Nouvelle-Calédonie                                                     |  |                      |  |
| 7 novembre  | Entretien sur la Nouvelle-Calédonie avec Alban Bensa                      |  |                      |  |
| 14 novembre | Royaume-Uni (1/2) - Entre Europe et insularité                            |  |                      |  |
| 21 novembre | Royaume-Uni (2/2) - L'économie                                            |  | Royaume-Uni          |  |
| 28 novembre | Écosse                                                                    |  | Royaume-Uni          |  |
| 5 décembre  | Irlande du Nord                                                           |  | Royaume-Uni          |  |
| 12 décembre | République d'Irlande                                                      |  | République d'Irlande |  |
| 19 décembre | Entretien sur la cour pénale internationale avec Saulnier                 |  |                      |  |
| 26 décembre | L'ouverture de la route des indes - Vasco de Gama                         |  |                      |  |

| 9 janvier   | Le Nigeria                                                 |  | Nigeria            |  |
| 16 janvier  | États-Unis (1/2) - Une histoire d'expulsion                |  |                    |  |
| 30 janvier  | Chine (1/2) - Le grand bond dehors                         |  | Chine              |  |
| 6 février   | Chine (2/2) - Le grand bond dehors                         |  | Chine              |  |
| 13 février  | Corée du nord                                              |  | Corée du Nord      |  |
| 20 février  | Calcul de la richesse et de la pauvreté                    |  |                    |  |
| 6 mars      | Le Chili                                                   |  | Chili              |  |
| 13 mars     | Vers l'an 2000 - Prospective                               |  |                    |  |
| 27 mars     | Ukraine - Pivot géopolitique ?                             |  |                    |  |
| 3 avril     | Sri Lanka - Un conflit sans fin                            |  |                    |  |
| 10 avril    | Le retour de l'Inca                                        |  |                    |  |
| 17 avril    | Le retour des frontières ?                                 |  |                    |  |
| 24 avril    | Antarctique - Le retour des pionniers                      |  | Antarctique        |  |
| 1er mai     | Un seul monde (1/3) - Les origines                         |  |                    |  |
| 8 mai       | Un seul monde (2/3) - Les instruments                      |  |                    |  |
| 15 mai      | Un seul monde (3/3) - Les dérives de la mondialisation     |  |                    |  |
| 29 mai      | L'empire carolingien                                       |  | Europe occidentale |  |
| 5 juin      | Belgique                                                   |  | Belgique           |  |
| 12 juin     | L'Asie (1/2) - Du miracle à la crise                       |  | Asie               |  |
| 19 juin     | L'Asie (2/2) - Du miracle à la crise                       |  | Asie               |  |
| 26 juin     | Bahreïn (1/2) - La civilisation des deux mers              |  |                    |  |
| 3 juillet   | Bahreïn (2/2) - La civilisation des deux mers              |  |                    |  |
| 2 octobre   | Tibet                                                      |  |                    |  |
| 9 octobre   | Finlande                                                   |  | Finlande           |  |
| 16 octobre  | Öcalan, le procès et après ?                               |  |                    |  |
| 23 octobre  | Le Sahara occidental - Le referendum introuvable           |  |                    |  |
| 30 octobre  | Mali                                                       |  | Mali               |  |
| 6 novembre  | 1989 : dix ans de relations internationales                |  |                    |  |
| 13 novembre | L'Indonésie face au Timor oriental                         |  | Indonésie          |  |
| 20 novembre | Ile Maurice (1/2) - Un grain de riz dans la mondialisation |  |                    |  |
| 27 novembre | Ile Maurice (2/2) - Un grain de riz dans la mondialisation |  |                    |  |
| 4 décembre  | Un rapport sur l'état de l'environnement                   |  |                    |  |
| 11 décembre | Entretien avec Aqqaluk Lynge                               |  |                    |  |
| 18 décembre | Macao (1/2) - Du Portugal à la Chine                       |  |                    |  |
| 25 décembre | Macao (2/2) - Du Portugal à la Chine                       |  |                    |  |

| 1er janvier  | Canal de Panama - La fin de la souveraineté américaine                 |  | Panama             |  |
| 8 janvier    | Le Mercosur                                                            |  |                    |  |
| 29 janvier   | Le monde la nuit                                                       |  |                    |  |
| 5 février    | Le grand nord agressé                                                  |  |                    |  |
| 12 février   | Qu'est-ce que l'Amérique latine ? (1/2) - Une découverte géohistorique |  | Amérique latine    |  |
| 19 février   | Qu'est-ce que l'Amérique latine ? (2/2) - Organisation de l'espace     |  | Amérique latine    |  |
| 26 février   | Dessiner le monde                                                      |  |                    |  |
| 4 mars       | Brésil (1/2) - Entre mer et front pionnier                             |  | Brésil             |  |
| 11 mars      | Brésil (2/2) - Atouts et faiblesses                                    |  | Brésil             |  |
| 18 mars      | Portugal (1/2)                                                         |  | Portugal           |  |
| 25 mars      | Portugal (2/2)                                                         |  | Portugal           |  |
| 1er avril    | Prospective - Les réfugiés climatiques en l'an 3000                    |  |                    |  |
| 8 avril      | La Chine, "le pays sous le ciel"                                       |  | Chine              |  |
| 15 avril     | La carte des religions dans le monde (1/2)                             |  |                    |  |
| 22 avril     | Guerres de religion ? (2/2)                                            |  |                    |  |
| 29 avril     | La nouvelle piraterie                                                  |  |                    |  |
| 6 mai        | Argentine                                                              |  | Argentine          |  |
| 27 mai       | Géopolitique de la chrétienté                                          |  |                    |  |
| 3 juin       | Iran (1/2) - Révolution(s)                                             |  | Iran               |  |
| 10 juin      | L'Iran et le monde (2/2)                                               |  |                    |  |
| 1er juillet  | Le Cachemire - Entre Inde et Pakistan                                  |  | Asie centrale      |  |
| 8 juillet    | Catalogne - Une région d'Europe                                        |  | Europe occidentale |  |
| 21 juillet   | Shanghai (1/2) - L'histoire d'une ville "avant la mer"                 |  | Chine              |  |
| 16 septembre | Australie 2000 - Les J.O., mais le regard tourné vers l'Asie           |  | Australie          |  |
| 23 septembre | Les jeux olympiques - Un enjeu pour les états                          |  |                    |  |
| 30 septembre | La mer est-elle géopolitique ? (1/4)                                   |  |                    |  |
| 7 octobre    | La mer est-elle géopolitique ? (2/4)                                   |  |                    |  |
| 14 octobre   | La mer est-elle géopolitique ? (3/4) - Les litiges                     |  |                    |  |
| 21 octobre   | Géopolitique de la mer (4/4) - Les états sans mer                      |  |                    |  |
| 4 novembre   | Shanghai (2/2) - "Tête de dragon" de la Chine au XXIe siècle           |  | Chine              |  |
| 18 novembre  | Orthodoxie (1/2) - Les constantes géo-religieuses de la Russie         |  | Russie             |  |
| 25 novembre  | Orthodoxie (2/2) - Le cas de la Grèce et de la Serbie                  |  | Europe orientale   |  |
| 2 décembre   | Europe (1/2) - Frontières superposées                                  |  | Europe             |  |
| 9 décembre   | Europe (2/2) - L'état des chantiers                                    |  | Europe             |  |
| 30 décembre  | Forêt française - Les cartes de la tempête                             |  | France             |  |

| 6 janvier   | Péninsule arabique (1/2) - Le berceau du monde arabe et de l'islam  |  | Moyen-Orient     |  |
| 13 janvier  | L'Arabie Saoudite (2/2) - Une pétromonarchie                        |  | Arabie Saoudite  |  |
| 20 janvier  | Un bouclier anti-missile américain                                  |  | Amérique du Nord |  |
| 3 février   | Les cartes du conseil de sécurité des Nations unies                 |  |                  |  |
| 10 février  | Géopolitique des langues (1/2)                                      |  |                  |  |
| 17 février  | Géopolitique des langues (2/2)                                      |  |                  |  |
| 24 février  | Apprendre (1/2) - Une nouvelle idée politique                       |  |                  |  |
| 3 mars      | Apprendre (2/2) - Une nouvelle idée politique                       |  |                  |  |
| 10 mars     | L'Allemagne réunifiée - Un bilan                                    |  | Allemagne        |  |
| 10 mars     | Le dessous des cartes spécial 10e anniversaire                      |  |                  |  |
| 31 mars     | Somaliland - L'état qui n'existe pas                                |  |                  |  |
| 7 avril     | Lhassa - La mémoire confisquée                                      |  |                  |  |
| 14 avril    | Eau sur la terre en 2025                                            |  |                  |  |
| 21 avril    | Montagne - Y a-t-il un déterminisme géographique ?                  |  |                  |  |
| 5 mai       | Le Mozambique (1/2) - Un pays sous influence                        |  | Mozambique       |  |
| 2 juin      | Jérusalem, une ville, deux capitales ? - Un rêve géopolitique (3/3) |  |                  |  |
| 9 juin      | Les territoires de la Palestine - Un impossible aménagement         |  | Palestine        |  |
| 16 juin     | Hanoi - "La ville à l'intérieur du fleuve"                          |  | Chine            |  |
| 23 juin     | Diamants - Bienfait ou malédiction ?                                |  |                  |  |
| 30 juin     | L'Onu et les cartes - Le cas du retrait israélien du Liban          |  |                  |  |
| 6 octobre   | Groenland (1/2) - La civilisation du phoque                         |  |                  |  |
| 13 octobre  | Groenland (2/2) - Une terre unique                                  |  |                  |  |
| 20 octobre  | Les tsiganes - Aux Nations unies ?                                  |  |                  |  |
| 27 octobre  | Les trois cibles de la guerre américaine en Afghanistan             |  |                  |  |
| 8 décembre  | Amnesty International - 40 ans d'action pour les droits de l'Homme  |  |                  |  |
| 15 décembre | Fractures nord-sud - Les nouvelles frontières économiques           |  |                  |  |
| 29 décembre | Arménie (1/2) - 3 000 ans d'histoire                                |  | Arménie          |  |

| 12 janvier  | Arménie (2/2) - Vieille nation, nouvel état                           |  | Arménie             |  |
| 19 janvier  | Le Haut-Karabakh - Une seconde Arménie ?                              |  |                     |  |
| 26 janvier  | Corto Maltese - Voyage à Samarkand                                    |  |                     |  |
| 2 février   | France (1/3) - Les cartes du recensement                              |  |                     |  |
| 9 février   | France (2/3) - Les cartes de 2020                                     |  |                     |  |
| 16 février  | France (3/3) - Entretien avec Jean-Louis Guigou                       |  |                     |  |
| 23 février  | Déforestation - Le cas de la foret amazonienne                        |  | Amérique du Sud     |  |
| 2 mars      | Des cartes trop simples - L'exemple de l'Islam                        |  |                     |  |
| 9 mars      | Islam (1/2) - La belle histoire                                       |  |                     |  |
| 16 mars     | Islam (2/2) - La belle histoire                                       |  |                     |  |
| 23 mars     | Les cartes de la faim - Entretien avec Sylvie Brunel                  |  |                     |  |
| 13 avril    | Les cartes de la sante dans le monde (3/3) - Les systèmes de santé    |  |                     |  |
| 20 avril    | Espagne - Mas europa                                                  |  |                     |  |
| 27 avril    | Mermoz - L'ouverture de la ligne France-Amérique du Sud               |  |                     |  |
| 4 mai       | Côte d'Ivoire - Où comment fabrique-t-on des différences ?            |  | CCôte d'Ivoire      |  |
| 11 mai      | Afrique de l'ouest                                                    |  | Afrique occidentale |  |
| 18 mai      | Le Japon (1/3) - Le temps                                             |  |                     |  |
| 1er juin    | Le Japon (2/3) - L'espace                                             |  |                     |  |
| 8 juin      | Le Japon (3/3) - Le territoire                                        |  |                     |  |
| 15 juin     | Le Japon (4/4) - La terre fragile - Entretien avec le professeur Oike |  |                     |  |
| 22 juin     | Corée / Japon - Les coulisses de la coupe du monde                    |  | Extrême-Orient      |  |
| 29 juin     | Le Danemark                                                           |  | Danemark            |  |
| 6 juillet   | Timor Lorosa'e - Indépendance, mode d'emploi                          |  |                     |  |
| 5 octobre   | République Démocratique du Congo (1/2) - Le territoire                |  |                     |  |
| 19 octobre  | Le pétrole (1/2) - Quelle dépendance                                  |  |                     |  |
| 26 octobre  | Le pétrole (2/2) - La régulation                                      |  |                     |  |
| 2 novembre  | Irak - La guerre avant la guerre                                      |  | Irak                |  |
| 9 novembre  | Il n'y a pas de choc des civilisations                                |  |                     |  |
| 16 novembre | Sénégal                                                               |  | Sénégal             |  |
| 23 novembre | La Turquie - Encore une fois au carrefour                             |  | Turquie             |  |
| 30 novembre | Europe des transports (1/2) - État des lieux                          |  |                     |  |
| 7 décembre  | Europe des transports (2/2) - Les options                             |  |                     |  |
| 14 décembre | Le Sénégal face à la Casamance                                        |  |                     |  |
| 21 décembre | L'enigme colombienne - Version 2                                      |  |                     |  |

| 11 janvier   | La politique étrangère des États-Unis (1/3) - La formation territorial                                                             |  |              |  |
| 18 janvier   | La politique étrangère des États-Unis (2/3) - Les constantes                                                                       |  |              |  |
| 25 janvier   | La politique étrangère des États-Unis (3/3) - L'après 11 septembre                                                                 |  |              |  |
| 1er février  | La présidence grecque |  | Grèce        |  |
| 15 février   | Angola (1/2) - Aux origines de la guerre                                                                                           |  |              |  |
| 22 février   | Angola (2/2) - D'une guerre à l'autre                                                                                              |  |              |  |
| 1er mars     | Golfe de Guinée - Pétrole ou écotourisme ?                                                                                         |  |              |  |
| 8 mars       | L'élargissement de l'Europe (1/3) - Les nouveaux entrants                                                                          |  |              |  |
| 15 mars      | L'élargissement de l'Europe (2/3)                                                                                                  |  |              |  |
| 5 avril      | L'élargissement de l'Europe (3/3) - Un projet géographique, economique ou politique ?                                              |  |              |  |
| 12 avril     | La politique extérieure de la Russie (1/3) - La formation territoriale                                                             |  |              |  |
| 19 avril     | La politique extérieure de la Russie (2/3) - Les priorités                                                                         |  |              |  |
| 26 avril     | La politique extérieure de la Russie (3/3) - Le jeu de réseaux                                                                     |  |              |  |
| 3 mai        | 1803 - La vente de la Louisiane aux États-Unis                                                                                     |  |              |  |
| 10 mai       | Le bouddhisme - L'éveil de bouddha                                                                                                 |  |              |  |
| 17 mai       | Eaux et mégalopoles aujourd'hui |  |              |  |
| 24 mai       | Hydropolitique - Le barrage sur le Yangzi                                                                                          |  |              |  |
| 7 juin       | Pakistan - Entre Afghanistan et États-Unis                                                                                         |  |              |  |
| 14 juin      | Les embargos - Un outil de sanction internationale                                                                                 |  |              |  |
| 21 juin      | La désertification |  |              |  |
| 28 juin      | La pollution des mers (1/2) - Les causes                                                                                           |  |              |  |
| 5 juillet    | La pollution des mers (2/2) - Des solutions                                                                                        |  |              |  |
| 12 juillet   | Le Kurdistan |  |              |  |
| 20 septembre | Une sécurité pour l'Europe ? - Entretien avec Nicole Gnésotto (directeur de l'institut d'études de sécurité de l'Union européenne) |  |              |  |
| 27 septembre | Les grands barrages - Vers la dépendance hydraulique ?                                                                             |  |              |  |
| 4 octobre    | Le cauchemar géopolitique de l'Iran                                                                                                |  |              |  |
| 11 octobre   | Réchauffement du climat - L'histoire par les glaces - entretien avec le glaciologue Dominique Raynaud                              |  |              |  |
| 18 octobre   | Moldavie - Un cas d'étude Géopolitique                                                                                             |  |              |  |
| 25 octobre   | À l'ombre des guerres justes |  |              |  |
| 1er novembre | La Syrie sur l'échiquier moyen-oriental                                                                                            |  |              |  |
| 8 novembre   | Des nouvelles des balkans (1/2) - Bosnie, Serbie, Macédoine                                                                        |  |              |  |
| 22 novembre  | Des nouvelles des balkans (2/2) - La route vers l'union                                                                            |  |              |  |
| 29 novembre  | La Pologne - Nouveau membre de l'Union                                                                                             |  |              |  |
| 6 décembre   | Kaliningrad, une histoire allemande                                                                                                |  |              |  |
| 13 décembre  | Géopolitique de Kaliningrad - Une "île russe" au cœur de l'Union européenne élargie                                                |  |              |  |
| 20 décembre  | Une Europe hors d'Europe |  |              |  |
| 27 décembre  | Burkina Faso |  | Burkina Faso |  |

| 7 janvier    | Nepad - L'Afrique d'abord                                                        |  |                  |  |
| 14 janvier   | Jordanie - L'entre deux                                                          |  |                  |  |
| 21 janvier   | Définir les génocides - Entretien avec Catherine Coquio (Présidente de AIRCRIGE) |  |                  |  |
| 28 janvier   | La Chine (1/2) - Un état de la Chine en 2004                                     |  |                  |  |
| 4 février    | La Chine (2/2) - Une politique étrangère chinoise                                |  |                  |  |
| 11 février   | Feder - La politique régionale de l'Union européenne                             |  |                  |  |
| 25 février   | Inde - Puissance de demain ?                                                     |  |                  |  |
| 3 mars       | Diego Garcia                                                                     |  |                  |  |
| 10 mars      | Israël - Palestine - Une cartographie de la clôture de sécurité                  |  |                  |  |
| 17 mars      | Géorgie - Dans le grand jeu caucasien                                            |  |                  |  |
| 24 mars      | Afghanistan - Le retour de la paix ?                                             |  |                  |  |
| 31 mars      | Le passage du nord ouest - Vers une nouvelle route maritime internationale       |  |                  |  |
| 7 avril      | La géographie économique mondiale                                                |  |                  |  |
| 14 avril     | La cartographie des espèces menacées (1/2) - Les causes                          |  |                  |  |
| 21 avril     | La cartographie des espèces menacées (2/2) - Les conséquences                    |  |                  |  |
| 28 avril     | Irlande, un modèle européen                                                      |  |                  |  |
| 12 mai       | La Tchétchénie, pourquoi (1/2) - Cartographie de la société Tchétchène           |  |                  |  |
| 19 mai       | La Tchétchénie, pourquoi (2/2) - Cartographie des conflits                       |  |                  |  |
| 26 mai       | Zimbabwe (1/2) - Une histoire coloniale                                          |  |                  |  |
| 2 juin       | Zimbabwe (2/2) - Analyse du déclin                                               |  |                  |  |
| 9 juin       | La prolifération nucléaire                                                       |  |                  |  |
| 23 juin      | Chypre 2004 - Anatomie d'un échec                                                |  |                  |  |
| 30 juin      | L'Amérique latine - Le retour des peuples indigènes                              |  |                  |  |
| 7 juillet    | Les conventions géographiques - Comment la carte est devenue universelle         |  |                  |  |
| 15 septembre | Quand l'histoire s'accélère, la géographie se transforme                         |  |                  |  |
| 22 septembre | L'Égypte - Le pays des quatre rentes                                             |  |                  |  |
| 29 septembre | Californie - Un état dans l'impasse                                              |  |                  |  |
| 6 octobre    | Pays-Bas (1/2) - De la grandeur de l'eau !                                       |  |                  |  |
| 13 octobre   | Pays-Bas (2/2) - Plate-forme commerciale de l'union                              |  |                  |  |
| 10 novembre  | L'Empire Ottoman (1/2) - Comment se fabrique un empire                           |  |                  |  |
| 17 novembre  | L'Empire Ottoman (2/2) - Un puzzle inachevé                                      |  |                  |  |
| 24 novembre  | Le Moyen-Orient sous influence                                                   |  |                  |  |
| 1er décembre | Venezuela - Une pétro-populo-cratie                                              |  |                  |  |
| 8 décembre   | Indiens d'Amérique du Nord                                                       |  | Amérique du Nord |  |
| 15 décembre  | Le redéploiement militaire dans le monde                                         |  |                  |  |

| 5 janvier    | La zone de libre-échange des Amériques                             |  |  |  |
| 12 janvier   | Bénarès - Une géographie du sacré                                  |  |  |  |
| 19 janvier   | Allemagne - 15 ans de réunification                                |  |  |  |
| 26 janvier   | Allemagne - Quelle politique étrangère ?                           |  |  |  |
| 9 mars       | Le Nepal, fin d'un pays ?                                          |  |  |  |
| 16 mars      | Spécial Chine 1/2 - La Chine asphyxiée                             |  |  |  |
| 25 mars      | Spécial chine (2/2) - Une Chine dépendante                         |  |  |  |
| 30 mars      | La guerre a-t-elle changé de forme ?                               |  |  |  |
| 6 avril      | Ukraine, retour en Europe ?                                        |  |  |  |
| 13 avril     | Terrorismes (1/3) - Les origines et l'histoire                     |  |  |  |
| 20 avril     | Terrorismes (2/3) - Définition et classement                       |  |  |  |
| 27 avril     | Terrorismes (3/3) - Religion et pouvoir                            |  |  |  |
| 4 mai        | Brésil (1/2) - Une année brésilienne                               |  |  |  |
| 11 mai       | Brésil (2/2) - Une politique étrangère d'ambition mondiale         |  |  |  |
| 18 mai       | Macédoine ou la difficile construction d'un état                   |  |  |  |
| 1er juin     | Azerbaïdjan - Carrefour caucasien                                  |  |  |  |
| 8 juin       | Nos sources                                                        |  |  |  |
| 22 juin      | Philippines (1/2) - L'extrême orient de l'Asie                     |  |  |  |
| 29 juin      | Philippines (2/2) - Le séparatisme au Mindanao                     |  |  |  |
| 6 juillet    | Royaume-Uni - Bon élève de l'union ?                               |  |  |  |
| 14 septembre | Tsunamis, un phénomène naturel                                     |  |  |  |
| 21 septembre | Sécurité alimentaire                                               |  |  |  |
| 28 septembre | Des nouvelles d'Italie                                             |  |  |  |
| 5 octobre    | Yémen (1/2) - L'Arabie heureuse                                    |  |  |  |
| 12 octobre   | Yémen (2/2) - Un pays en marge ?                                   |  |  |  |
| 19 octobre   | De la prospective et de ses limites - Spéciale 15 ans              |  |  |  |
| 26 octobre   | Afrique du Sud (1/3) - Une nation "arc en ciel"                    |  |  |  |
| 2 novembre   | Afrique du Sud (2/3) - La transition post-apartheid                |  |  |  |
| 9 novembre   | Afrique du Sud (3/3) - Géant du continent africain ?               |  |  |  |
| 16 novembre  | Kouriles - Le Japon et la Russie signeront-ils un traité de paix ? |  |  |  |
| 23 novembre  | Liban (1/2) - État des lieux d'un état-tampon                      |  |  |  |
| 30 novembre  | Liban (2/2) - État des lieux d'un état-tampon                      |  |  |  |
| 7 décembre   | Bolivie - Les racines de la "guerre du gaz"                        |  |  |  |
| 14 décembre  | Démographie - Prospective                                          |  |  |  |

| 4 janvier    | Le Sahara - Pas si désert que cela !                             |  |                  |  |
| 11 janvier   | États-Unis/Afrique, entre pétrole et stratégie anti-terrorisme   |  |                  |  |
| 18 janvier   | Les aventures extraordinaires de l'amiral Eunuque Zheng He       |  |                  |  |
| 1er février  | Roumanie (1/2), un pays à géographie variable                    |  |                  |  |
| 8 février    | Roumanie (2/2) - Demain, en Europe ?                             |  |                  |  |
| 22 février   | Géographie des Epizooties                                        |  |                  |  |
| 28 février   | Mexique, à la charnière du nord et du sud                        |  |                  |  |
| 1er mars     | Les Chinois inégaux devant la santé                              |  |                  |  |
| 8 mars       | Délocalisations, géographie mentale, géographie réelle           |  |                  |  |
| 15 mars      | Taïwan en Chine ? (1/2)                                          |  |                  |  |
| 22 mars      | Taïwan en Chine (2/2)                                            |  |                  |  |
| 29 mars      | La Turquie, pour ou contre L'adhésion ?                          |  |                  |  |
| 5 avril      | Haïti (1/2), la nation haïtienne                                 |  |                  |  |
| 12 avril     | Haïti (2/2), dans l'attente d'un espoir                          |  |                  |  |
| 19 avril     | Le paradoxe autrichien                                           |  |                  |  |
| 3 mai        | Quel statut pour le Kosovo                                       |  |                  |  |
| 10 mai       | Peuples, de la richesse et de la fragilité                       |  |                  |  |
| 17 mai       | Les frontières incertaines du Maroc                              |  |                  |  |
| 24 mai       | Le Baloutchistan, de nouveau en guerre ?                         |  |                  |  |
| 31 mai       | L'OTAN, nouvelle donne                                           |  |                  |  |
| 7 juin       | Micro-États d'Europe                                             |  |                  |  |
| 21 juin      | Monténégro vers l'Indépendance                                   |  |                  |  |
| 28 juin      | Tchad, la couleur de l'or noir                                   |  |                  |  |
| 5 juillet    | Biélorussie : trou noir en Europe ?                              |  |                  |  |
| 21 septembre | Le Vatican, le plus petit état au monde                          |  | Vatican          |  |
| 27 septembre | Papouasie, la question Grasberg                                  |  |                  |  |
| 4 octobre    | Les globes de Coronelli, vision d'un monde, vision d'un monarque |  |                  |  |
| 11 octobre   | Sida (1/3), une épidémie opportuniste                            |  |                  |  |
| 18 octobre   | Sida (2/3), une épidémie comme une guerre                        |  |                  |  |
| 25 octobre   | Sida (3/3), les enfants au cœur de l'épidémie                    |  |                  |  |
| 1er novembre | Asie centrale (1/3), au centre ou en marge                       |  |                  |  |
| 8 novembre   | Asie Centrale (2/3), l'environnement, source de tensions         |  |                  |  |
| 15 novembre  | Asie Centrale (3/3), le Ferghana                                 |  |                  |  |
| 22 novembre  | Côte d'Ivoire, quelques clés pour comprendre la crise            |  | Côte d'Ivoire    |  |
| 2 décembre   | Canada (1/2), la formation du territoire                         |  | Amérique du Nord |  |
| 6 décembre   | Canada (2/2), la ruée vers l'or noir                             |  | Canada           |  |
| 13 décembre  | Islande la fin d’une position stratégique                        |  | Islande          |  |

| 3 janvier    | Le dessous des cartes de la musique                          |  |                     |  |
| 10 janvier   | Organisation de cooperation de Shanghai                      |  | Chine               |  |
| 17 janvier   | Mongolie - Au milieu des empires                             |  |                     |  |
| 24 janvier   | La Thaïlande, coup d'état à risques                          |  | Thaïlande           |  |
| 31 janvier   | Croissance, énergie et facteurs de risques, prospective 2030 |  |                     |  |
| 7 février    | Énergies et risques politiques                               |  |                     |  |
| 9 février    | La Slovénie européenne                                       |  |                     |  |
| 14 février   | Les Hispaniques Aux États-Unis                               |  |                     |  |
| 21 février   | Arménie, une saison française en 2007                        |  |                     |  |
| 8 mars       | Nouveaux murs                                                |  |                     |  |
| 21 mars      | L'Europe pour quoi faire                                     |  |                     |  |
| 4 avril      | Le défi énergétique de l'Amérique Latine                     |  | Amérique latine     |  |
| 11 avril     | Comment va l'Argentine                                       |  | Argentine           |  |
| 18 avril     | Vers des transports durables                                 |  |                     |  |
| 25 avril     | Dubaï, une ville mondialisée                                 |  | Emirats Arabes Unis |  |
| 2 mai        | L'année polaire et les mondes arctiques                      |  |                     |  |
| 9 mai        | Le dessous des glaces de l'Antarctique                       |  |                     |  |
| 16 mai       | Nigéria, état riche pays pauvre                              |  | Nigéria             |  |
| 23 mai       | Que fait la Chine en Afrique                                 |  |                     |  |
| 30 mai       | Mafias, une géopolitique invisible                           |  |                     |  |
| 6 juin       | Une géographie des inégalités                                |  |                     |  |
| 13 juin      | République démocratique du Congo, enfin la paix              |  |                     |  |
| 27 juin      | L'Irak en 2007 (1/3), la formation du territoire             |  |                     |  |
| 4 juillet    | L’Irak en 2007 (2/3), les acteurs du conflit                 |  |                     |  |
| 5 septembre  | Les Evangéliques, une religion influente                     |  |                     |  |
| 26 septembre | L'Irak en 2007 (3/3), vers la partition                      |  |                     |  |
| 3 octobre    | Géopolitique mondiale du gaz                                 |  |                     |  |
| 10 octobre   | Civilisations du choc à l'alliance                           |  |                     |  |
| 17 octobre   | Un gazoduc sur la Baltique                                   |  |                     |  |
| 24 octobre   | Géopolitique du Chiisme                                      |  |                     |  |
| 31 octobre   | Le continent africain                                        |  | Afrique             |  |
| 7 novembre   | Soudan, Darfour et Pétrole                                   |  |                     |  |
| 14 novembre  | La mondialisation des épidémies                              |  |                     |  |
| 21 novembre  | Migrations, les fausses menaces                              |  |                     |  |
| 28 novembre  | Niger, famine prévisible                                     |  |                     |  |
| 5 décembre   | Le bouclier antimissile                                      |  |                     |  |
| 12 décembre  | La diaspora palestinienne                                    |  |                     |  |

| 5 janvier    | Réfugiés climatiques                             |  |                        |  |
| 19 janvier   | Des nouvelles d'Éthiopie                         |  | Ethiopie               |  |
| 26 janvier   | Agriculture: nouvelle donne                      |  |                        |  |
| 2 février    | Dynamiques africaines                            |  |                        |  |
| 23 février   | Belgique, vers la fracture                       |  | Benelux                |  |
| 1er mars     | Une union méditerranéenne                        |  | Pourtour méditerranéen |  |
| 15 mars      | Taïwan aux Nations unies ?                       |  |                        |  |
| 22 mars      | Kazakhstan: tigre d'Asie centrale ?              |  |                        |  |
| 5 avril      | Le canal mer Rouge-mer Morte                     |  |                        |  |
| 12 avril     | Les fausses carte de Magellan                    |  |                        |  |
| 26 avril     | Londres                                          |  | Royaume-Uni            |  |
| 3 mai        | Des frontières dans l'océan                      |  |                        |  |
| 10 mai       | Des drapeaux sous la mer ?                       |  |                        |  |
| 24 mai       | Le Kosovo, confetti européen                     |  |                        |  |
| 31 mai       | Le commerce des armes                            |  |                        |  |
| 14 juin      | Malaisie, les deux visages                       |  |                        |  |
| 21 juin      | Terrorisme, local ou global ?                    |  |                        |  |
| 28 juin      | L'Europe agricole, une nécessite ?               |  | Europe                 |  |
| 5 juillet    | Risques/Tourisme ?                               |  |                        |  |
| 12 juillet   | Nommer le monde                                  |  |                        |  |
| 6 septembre  | Chine/Russie: partenaires ou rivaux ?            |  | Asie                   |  |
| 13 septembre | Les états défaillants                            |  |                        |  |
| 20 septembre | Le Moyen-Orient américain ?                      |  |                        |  |
| 27 septembre | Risques climats: risques pays                    |  |                        |  |
| 11 octobre   | Mer Noire (1/2): un carrefour euro-asiatique     |  |                        |  |
| 18 octobre   | Mer Noire (2/2): géopolitique des tubes          |  |                        |  |
| 25 octobre   | L'état de la guerre                              |  |                        |  |
| 1er novembre | Les sentinelles écologiques                      |  |                        |  |
| 8 novembre   | Le cinquième pilier                              |  |                        |  |
| 15 novembre  | Le 400e de Québec                                |  |                        |  |
| 22 novembre  | L'art de la guerre                               |  |                        |  |
| 29 novembre  | Les flux financiers des émigrés                  |  |                        |  |
| 6 décembre   | Mondialisation culturelle dans le golfe Persique |  |                        |  |
| 13 décembre  | Waziristan - Enjeu global                        |  |                        |  |
| 20 décembre  | Zimbabwe, récit de la chute                      |  |                        |  |
| 27 décembre  | Chine, lendemains de croissance                  |  |                        |  |

| 17 janvier   | Golfe Persique : un jeu d'équilibre ?            |  |              |          |
| 24 janvier   | L’Afrique prend soin de l'Europe                 |  |              |          |
| 31 janvier   | La République tchèque à la présidence de l'UE    |  |              |          |
| 7 février    | Numérisation du champ de bataille                |  |              |          |
| 14 février   | L’état de l'Iran                                 |  | Iran         |          |
| 21 février   | La mer à boire                                   |  |              |          |
| 28 février   | Du GPS à Galiléo                                 |  |              |          |
| 14 mars      | Les cartes des autres                            |  |              |          |
| 21 mars      | Migrations : pourquoi part-on ? (1/3)            |  |              |          |
| 28 mars      | Migrations : les parcours de l'immigration (2/3) |  |              |          |
| 4 avril      | Migrations : que fait l'Union européenne ? (3/3) |  |              |          |
| 11 avril     | Le cyberespace                                   |  | Monde        | Internet |
| 18 avril     | Retours d'Afrique                                |  |              |          |
| 25 avril     | Francophonie, l'autre mondialisation             |  | Francophonie |          |
| 2 mai        | Une histoire du droit d'asile                    |  |              |          |
| 9 mai        | Biocarburants : une alternative ?                |  |              |          |
| 16 mai       | Biocarburants, le cas brésilien                  |  |              |          |
| 6 juin       | À quoi servent les fonds souverains ?            |  |              |          |
| 13 juin      | Yémen, République des tribus ?                   |  |              |          |
| 20 juin      | Terres agricoles : une autre délocalisation ?    |  |              |          |
| 27 juin      | Afghanistan : une autre stratégie                |  |              |          |
| 8 septembre  | Vers un Groenland américain ?                    |  |              |          |
| 12 septembre | États-Unis : la fin des WASP ?                   |  |              |          |
| 19 septembre | L’avenir du charbon (1/2)                        |  |              |          |
| 26 septembre | L’avenir du charbon (2/2)                        |  |              |          |
| 10 octobre   | 2015, les objectifs du millénaire                |  |              |          |
| 24 octobre   | La méthode suédoise                              |  |              |          |
| 31 octobre   | À quoi sert le patrimoine de l’UNESCO ?          |  |              |          |
| 7 novembre   | Après le mur : l'Allemagne (1/3)                 |  |              |          |
| 14 novembre  | Après le mur : l'Europe (2/3)                    |  |              |          |
| 21 novembre  | Après le mur : le monde (3/3)                    |  |              |          |
| 28 novembre  | Climat, Kyoto à Copenhague (1/2)                 |  |              |          |
| 5 décembre   | Climat, Kyoto à Copenhague (2/2)                 |  |              |          |
| 12 décembre  | Les bombes à sous-munitions                      |  |              |          |
| 19 décembre  | Nucléaire militaire : état des lieux             |  |              |          |
| 26 décembre  | Le nouvel âge du nucléaire militaire             |  |              |          |

| 2 janvier    | Pour l'abolition de la peine de mort (1/2). Géographie mondiale | 2009-2010 | Monde                   | Peine de mort          |
| 9 janvier    | Pour l'abolition de la peine de mort (2/2). États-Unis          | 1608-2009 | États-Unis              | Peine de mort          |
| 30 janvier   | Villes d'avenir ?                                               |           | Monde                   | Écologie / Futur       |
| 6 février    | Le nucléaire civil                                              |           | Monde                   | Industrie nucléaire    |
| 13 février   | Mondialisation de la justice (1/2)                              |           | Monde                   | Justice internationale |
| 20 février   | Mondialisation de la justice (2/2)                              |           | Monde                   | Justice internationale |
| 27 février   | 2010 : les rendez-vous du Togo                                  |           | Togo                    |                        |
| 6 mars       | Corées : une histoire commune ?                                 |           | Corée du Nord et du Sud | Partition Coréenne     |
| 13 mars      | Incheon, ville globale                                          |           | Incheon (Corée du Sud)  | Futur                  |
| 20 mars      | L'Espagne : rendez-vous européen                                |           | Espagne                 | Europe                 |
| 27 mars      | L'arc de crise au Moyen-Orient                                  |           | Moyen-Orient            | Europe                 |
| 3 avril      | Bombarder l'Iran ?                                              |           | Iran                    | Europe                 |
| 10 avril     | Les cartes de la guerre et de la paix                           |           | Monde                   | Guerre / Paix          |
| 17 avril     | Néo-mercenaires : la guerre privatisée                          |           | Monde                   | Guerre                 |
| 24 avril     | L'internet est-il géopolitique ? (1/2)                          |           | Monde                   | Internet               |
| 1er mai      | L'internet est-il géopolitique ? (2/2)                          |           | Monde                   | Internet               |
| 15 mai       | La Géorgie, après la guerre                                     |           | Géorgie                 |                        |
| 22 mai       | La Russie : une grande puissance ? (1/2)                        |           | Russie                  |                        |
| 29 mai       | Visions de la Russie (2/2)                                      |           | Russie                  |                        |
| 5 juin       | L'Afrique du Sud : balle au centre                              |           |                         |                        |
| 12 juin      | Géopolitique du football                                        |           |                         |                        |
| 26 juin      | La guerre de l'eau n'aura pas lieu (1/2)                        |           |                         |                        |
| 3 juillet    | Israël/Palestine : une guerre pour l'eau ? (2/2)                |           |                         |                        |
| 18 septembre | Brésil : quel bilan pour Lula ? (1/2)                           |           |                         |                        |
| 25 septembre | Brésil : un géant énergétique (2/2)                             |           |                         |                        |
| 6 octobre    | Rio Grande. Le fantôme de la nouvelle Espagne                   |           |                         |                        |
| 9 octobre    | L'état des forêts (1/3)                                         |           |                         |                        |
| 16 octobre   | Le commerce du bois (2/3)                                       |           |                         |                        |
| 23 octobre   | Les forêts et le climat (3/3)                                   |           |                         |                        |
| 30 octobre   | Matteo Ricci. Entre Occident et Orient                          |           |                         |                        |
| 6 novembre   | 20 ans de relations franco-allemandes (1/2). Les convergences   |           |                         |                        |
| 13 novembre  | 20 ans de relations franco-allemandes (2/2). Les tensions       |           |                         |                        |
| 20 novembre  | Les cartes de l'économie mondiale                               |           |                         |                        |
| 27 novembre  | Vers le pic pétrolier                                           |           |                         |                        |
| 4 décembre   | Surpopulation : une fausse question                             |           |                         |                        |
| 11 décembre  | Risques naturels, tous inégaux                                  |           |                         |                        |

| 1er janvier  | Entre terre et mer                                     |  |                  |          |
| 8 janvier    | Tous cartographes ?                                    |  |                  |          |
| 15 janvier   | L'Égypte sans le Nil ?                                 |  |                  |          |
| 22 janvier   | Le basculement de la richesse                          |  |                  |          |
| 29 janvier   | Les paradis fiscaux                                    |  |                  |          |
| 5 février    | L'empreinte écologique                                 |  |                  |          |
| 12 février   | Des îles de déchets ?                                  |  |                  |          |
| 19 février   | Shanghai : capitale du XXIe siècle ?                   |  |                  |          |
| 5 mars       | Occident, l'empire du soleil couchant ? (1/2)          |  |                  |          |
| 12 mars      | Occident, l'empire du soleil couchant ? (2/2)          |  |                  |          |
| 19 mars      | Les cartes de Cassini - Une épopée cartographique      |  |                  |          |
| 26 mars      | Pêche : la fin de l'abondance ?                        |  |                  |          |
| 2 avril      | Le fonds monétaire international                       |  |                  |          |
| 9 avril      | Qui contrôle le commerce international ?               |  |                  |          |
| 23 avril     | Inde, l'équilibre des contraires (1/2)                 |  | Inde             |          |
| 30 avril     | L'inde, puissance pragmatique (2/2)                    |  | Inde             |          |
| 7 mai        | Les Naxalites                                          |  | Inde             |          |
| 14 mai       | Cartographie mondiale des religions                    |  |                  |          |
| 4 juin       | Géographies des alimentations (1/3). L'histoire        |  |                  |          |
| 11 juin      | Géographies des alimentations (2/3). La mondialisation |  |                  |          |
| 18 juin      | Géographies des alimentations (3/3). Les alternatives  |  |                  |          |
| 25 juin      | Islam métis                                            |  |                  |          |
| 10 septembre | Mondes arabes                                          |  |                  |          |
| 17 septembre | Turquie, retour vers l'orient ?                        |  |                  |          |
| 24 septembre | De la démographie aux choix politiques                 |  |                  |          |
| 1er octobre  | Un Cachemire, trois nations                            |  |                  |          |
| 8 octobre    | A quoi sert l'intelligence économique ?                |  |                  |          |
| 15 octobre   | Bhoutan : bonheur national brut                        |  |                  |          |
| 22 octobre   | Croatie, à deux pas de l'UE                            |  | Union européenne |          |
| 29 octobre   | Europe, projet sans fin                                |  | Union européenne | Économie |
| 5 novembre   | Portrait énergétique de l'UE (1/2)                     |  | Union européenne | Énergie  |
| 12 novembre  | Portrait énergétique de l'UE (2/2)                     |  | Union européenne | Énergie  |
| 26 novembre  | L'école est un droit universel                         |  | Monde            |          |
| 10 décembre  | Le savoir, une question géopolitique                   |  | Monde            |          |
| 17 décembre  | États fragiles dans le Sahel                           |  | Sahel            | Guerre   |

| 10 janvier   | Conflits 2030 : les facteurs (1/2)                    | 2010-2030                  | Monde                     | Guerre              |
| 17 janvier   | Conflits 2030 : les lieux (2/2)                       |                            | Monde                     | Guerre              |
| 24 janvier   | La mondialisation des maladies                        | 1970-2030                  | Monde                     | Santé               |
| 31 janvier   | Les maladies (ré) émergentes                          | 1952-2050                  | Monde                     | Santé               |
| 14 février   | MSF : des actes à la parole                           | 1967-1986                  | Monde                     | MSF                 |
| 21 février   | Humanitaire : le prix de l'action                     | 1972-2010                  | Monde                     | Humanitaire         |
| 6 mars       | Le nucléaire civil en 2012                            | 1938-2011                  | Monde                     | Industrie nucléaire |
| 13 mars      | Géographie des transports mondiaux                    | 1850-2030                  | Monde                     |                     |
| 20 mars      | Les mémoires du racisme                               | XVe siècle-1991            |                           |                     |
| 27 mars      | Exhibitions ou l'invention du sauvage                 | 1853-1958                  |                           |                     |
| 3 avril      | Un tramway à Jérusalem                                | 1947-2007                  | Jérusalem                 |                     |
| 17 avril     | Le Danemark à la présidence de l'Union                | Xe siècle-2010             | Danemark                  |                     |
| 24 avril     | Sud-Soudan : un nouvel état en Afrique (1/2)          | IVe siècle-2011            | Soudan du Sud             |                     |
| 1er mai      | Sud-Soudan : un nouvel état en Afrique (2/2)          | 1984-2009                  | Soudan du Sud             |                     |
| 8 mai        | Les cartes de l’état-major                            | XVIIIe siècle-1980         | France                    | Cartographie        |
| 15 mai       | La Cartographie des abysses : la connaissance (1/2)   | 1904-2012                  | Monde                     | Cartographie        |
| 22 mai       | La Cartographie des abysses : l'exploitation (2/2)    | 1951-2012                  | Monde                     | Cartographie        |
| 29 mai       | La République centrafricaine aux marges de l'Afrique  | XVIIIe siècle-2012         | République centrafricaine |                     |
| 12 juin      | Cartographie 2.0                                      | 1972-2012                  | Monde                     | Cartographie        |
| 19 juin      | L'Islande, sortie de crise ?                          | 870-2012                   | Islande                   | Économie            |
| 26 juin      | Chypre à la présidence de l'Union                     | XIIe siècle av. J.-C.-2012 | Chypre                    |                     |
| 8 septembre  | Des nouvelles de l'Iran                               | VIe siècle av. J.-C.-2012  | Iran                      |                     |
| 15 septembre | Syrie : les origines de la crise (1/2)                | XVIe siècle av. J.-C.-2012 | Syrie                     | Guerre              |
| 22 septembre | Syrie : les implications régionales de la crise (2/2) | 1937-2012                  | Syrie                     | Guerre              |
| 29 septembre | Histoire de forêts : la France (1/2)                  | Ier siècle av. J.-C.-2012  | France                    | Environnement       |
| 6 octobre    | Histoire de forêts : l'Europe et le monde (2/2)       | 1840-2100                  | Monde                     | Environnement       |
| 13 octobre   | La Pologne, centrale en Europe                        | 1938-2013                  | Pologne                   |                     |
| 20 octobre   | Nigeria, une émergence retardée                       | 1950-2050                  | Nigeria                   | Économie            |
| 27 octobre   | Des vaccins pour tous ?                               | 1958-2017                  | Monde                     | Santé               |
| 3 novembre   | 1 milliard de malades oubliés                         | 1930-2012                  | Monde                     | Santé               |
| 10 novembre  | La fable du lithium et de la Bolivie                  | 2003-2012                  | Bolivie                   |                     |
| 17 novembre  | Sortir de l'Europe ?                                  | 1999-2012                  | Union européenne          |                     |
| 24 novembre  | Un printemps Birman ? (1/2)                           | 1937-2012                  | Birmanie                  |                     |
| 1er décembre | Qui s'intéresse à la Birmanie ? (2/2)                 |                            | Birmanie                  |                     |
| 8 décembre   | Civilisations : changer ou disparaître ?              |                            | Mayas, Khmers, Occident   |                     |
| 15 décembre  | Canada : superpuissance énergétique                   | 2012-2035                  | Canada                    | Énergie             |
| 22 décembre  | Le paradoxe cubain                                    | 1492-2014                  | Cuba                      | Économie            |

| 12 janvier   | Au Cœur du sous-continent indien                            | 1939-2013         | Inde               | Économie      |
| 22 janvier   | France/Allemagne 2013-2063 ?                                | 1957-2012         | France, Allemagne  |               |
| 2 février    | L'Irlande à la présidence de l'Union                        | 1921-2013         | Irlande            |               |
| 9 février    | Un ou deux Vietnam ? L'Histoire (1/2)                       | IIe siècle-1975   | Vietnam            | Histoire      |
| 16 février   | Un ou deux Vietnam ? La croissance (2/2)                    | 1975-2013         | Vietnam            | Économie      |
| 23 février   | Afghanistan : l'impossible transition                       | 1893-2013         | Afghanistan        | Guerre        |
| 2 mars       | France/Allemagne : retour sur l'Histoire                    | 1866-1957         | France, Allemagne  | Histoire      |
| 9 mars       | Démographie française                                       | 1946-2060         | France             | Démographie   |
| 16 mars      | Démographie allemande                                       | 1949-2060         | Allemagne          | Démographie   |
| 23 mars      | Des nouvelles du Bangladesh                                 | 1947-2100         | Bangladesh         |               |
| 6 avril      | Kurdistan, nouvel état au Moyen-Orient ?                    | 1920-2013         | Kurdistan          |               |
| 13 avril     | L'Imagerie satellite au service de la géopolitique          | 1975-2013         | Monde              | Cartographie  |
| 20 avril     | Belgique, Pays-Bas : la mer monte                           | 1700-2100         | Belgique, Pays-Bas | Environnement |
| 27 avril     | La Chine change                                             | 1960-2035         | Chine              |               |
| 4 mai        | Mexique, un émergent entravé                                | 2000-2020         | Mexique            |               |
| 11 mai       | Des nouvelles de l'Amérique centrale                        | XVIe siècle-2013  | Amérique centrale  |               |
| 18 mai       | Barrages hydroélectriques. Le cas de la Turquie et du Niger | 2008-2016         | Turquie, Niger     | Énergie       |
| 25 mai       | Laos : un nouvel émergent ?                                 | 1975-2017         | Laos               |               |
| 8 juin       | Des nouvelles d'Ouzbékistan                                 | IIe siècle-2013   | Ouzbékistan        |               |
| 15 juin      | Les hommes et l'espace                                      | 1957-2021         |                    | Aéronautique  |
| 22 juin      | L'Afrique : zones de croissance                             |                   | Afrique            | Économie      |
| 7 septembre  | Australie. Populations et migrations (1/2)                  | XVIIe siècle-2025 | Australie          | Démographie   |
| 14 septembre | L'Australie dans le siècle asiatique (2/2)                  | 1990-2012         | Australie          |               |
| 21 septembre | Paris. Naissance d'une capitale (1/4)                       | Ier siècle-1257   | Paris              | Histoire      |
| 28 septembre | Paris. De la Renaissance aux Lumières (2/4)                 | 1200-1791         | Paris              | Histoire      |
| 5 octobre    | Paris. La révolution Haussmann (3/4)                        | 1784-1889         | Paris              | Histoire      |
| 12 octobre   | Le Grand Paris (4/4)                                        | XIIIe siècle-2030 | Paris              | Histoire      |
| 19 octobre   | Des ours et des hommes                                      |                   | Monde              |               |
| 26 octobre   | Le commerce des espèces menacées (1/2)                      | 1973-2013         | Monde              | Environnement |
| 2 novembre   | Le commerce des espèces menacées (2/2)                      |                   | Monde              | Environnement |
| 9 novembre   | Mer Baltique, la Méditerranée du nord                       |                   |                    |               |
| 16 novembre  | Les pèlerinages, phénomènes mondiaux                        | 1858-2011         |                    | Religion      |
| 23 novembre  | Qu'est-ce que le salafisme ?                                | 632-2012          |                    | Religion      |
| 30 novembre  | Paradoxes des inégalités mondiales                          | 1920-2012         |                    | Économie      |
| 7 décembre   | Des nouvelles de la Mauritanie                              | XIe siècle-2012   | Mauritanie         |               |
| 14 décembre  | UE, migrants, frontières                                    |                   | Union européenne   | Migration     |
| 21 décembre  | Singapour, la mondialisation, à quel prix ?                 | XIIIe siècle-2013 | Singapour          | Économie      |

| 11 janvier   | 1914 : les facteurs de la guerre                              |  |               | Guerre             |
| 18 janvier   | Quels enjeux de sécurité en Asie-Pacifique ?                  |  |               | Sécurité nationale |
| 25 janvier   | Berlin : mémoire et urbanisme (1/2)                           |  | Berlin        | Histoire           |
| 1er février  | Berlin : capitale inachevée (2/2)                             |  | Berlin        | Histoire           |
| 8 février    | Sotchi, des J.O. très politiques                              |  | Sotchi        | Politique          |
| 1er mars     | Le Canal de Panama a-t-il un avenir ?                         |  | Panama        |                    |
| 8 mars       | Cartographie de la corruption                                 |  | Monde         | Justice            |
| 15 mars      | Des nouvelles de la Côte d'Ivoire                             |  | Côte d'Ivoire |                    |
| 22 mars      | Le Banc d'Arguin, en Mauritanie                               |  | Mauritanie    |                    |
| 5 avril      | 1914 : les étincelles de la guerre                            |  |               | Guerre             |
| 19 avril     | Compétition pour les terres arables (1/2)                     |  | Monde         | Agriculture        |
| 26 avril     | Terres arables (2/2) : un marché pas comme les autres         |  | Monde         | Agriculture        |
| 3 mai        | Méditerranée : les batailles du gaz                           |  |               |                    |
| 10 mai       | Des nouvelles du Congo Brazzaville                            |  |               |                    |
| 17 mai       | L'euroscepticisme en questions                                |  |               |                    |
| 24 mai       | Une Belgique, des Belgiques ?                                 |  |               |                    |
| 31 mai       | La Suisse, un îlot en Europe                                  |  |               |                    |
| 7 juin       | Gaz de schiste (1/2) - Une énergie alternative ?              |  | Monde         | Énergie            |
| 14 juin      | Gaz de schiste (2/2) - Une nouvelle géographie de l’énergie ? |  | Monde         | Énergie            |
| 21 juin      | Japon, monde flottant                                         |  |               |                    |
| 30 août      | Le détroit de Béring, pont ou frontière ?                     |  |               |                    |
| 6 septembre  | Villes du futur                                               |  |               |                    |
| 13 septembre | L'Écosse et le royaume désuni                                 |  |               |                    |
| 20 septembre | Les OGM, état des lieux (1/2)                                 |  |               |                    |
| 27 septembre | Les OGM, déjà dans l'UE (2/2)                                 |  |               |                    |
| 11 octobre   | L'ASEAN, une future union asiatique ?                         |  |               |                    |
| 18 octobre   | Les Malouines toujours disputées                              |  |               |                    |
| 25 octobre   | Vatican : religion et diplomatie                              |  |               |                    |
| 1er novembre | Angola, eldorado africain ?                                   |  |               |                    |
| 8 novembre   | Des nouvelles du Ghana                                        |  |               |                    |
| 22 novembre  | Transport aérien : le ciel sera-t-il assez grand ?            |  |               |                    |
| 29 novembre  | Lettonie, entre Bruxelles et Moscou                           |  |               |                    |
| 6 décembre   | Qui torture dans le monde ?                                   |  |               |                    |
| 13 décembre  | L'arctique, la fin d'un sanctuaire                            |  |               |                    |

| 10 janvier   | Vers une nouvelle « Route de la Soie » ?                    | -    | Asie                | Histoire                                                                                 |
| 17 janvier   | Xinjiang : le grand ouest Chinois                           | -    | Chine               |                                                                                          |
| 24 janvier   | L'Islam en conflit (1/2)                                    | -    | Monde               | Histoire                                                                                 |
| 31 janvier   | L'Islam en conflit (2/2)                                    | -    | Monde               | Histoire                                                                                 |
| 7 février    | Indonésie, nouvel émergent                                  | -    | Indonésie           | Pays émergents                                                                           |
| 14 février   | Venezuela : le Chavisme sans Chávez                         | -    | Venezuela           |                                                                                          |
| 7 mars       | L'Uruguay après « pepe » Mujica                             | -    | Uruguay             |                                                                                          |
| 14 mars      | Chères terres rares                                         | -    | Monde               | Minerais                                                                                 |
| 21 mars      | Le téléphone mobile : outil de développement                | -    | Monde               | Téléphonie mobile                                                                        |
| 28 mars      | Le téléphone mobile : faces sombres                         | -    | Monde               | Téléphonie mobile                                                                        |
| 11 avril     | Des nouvelles du Mali                                       | -    | Mali                | Peuple Touareg                                                                           |
| 2 mai        | États-Unis / Chine : puissances comparées                   | -    | États-Unis et Chine | Puissance                                                                                |
| 9 mai        | Les Chinois étouffent                                       | -    | Chine               | Empreinte écologique                                                                     |
| 16 mai       | Le Qatar, puissance mondiale ou régionale                   | -    | Qatar               |                                                                                          |
| 30 mai       | Le Danube : cartographie politique                          | -    | Danube              |                                                                                          |
| 6 juin       | Le Mékong : cartographie politique                          | -    | Mékong              |                                                                                          |
| 5 septembre  | L'Europe en danger(s) ?                                     | -    | Union européenne    |                                                                                          |
| 12 septembre | Costa Rica, démocratie verte                                | -    | Costa Rica          | Environnement                                                                            |
| 19 septembre | UE : des frontières qui rapprochent - Les 25 ans d’Interreg | -    | Union européenne    | Interreg                                                                                 |
| 26 septembre | Le cacao, en voie de disparition ?                          | -    | Monde               | Cacao                                                                                    |
| 3 octobre    | La Biélorussie, dictature durable                           | -    | Biélorussie         | Dictature                                                                                |
| 10 octobre   | La politique étrangère turque dans l'impasse                | -    | Turquie             | Proche-Orient, Moyen-Orient                                                              |
| 17 octobre   | Istamboul : carrefours multiples (1/2)                      | -    | Istamboul           |                                                                                          |
| 24 octobre   | Istamboul : carrefours multiples (2/2)                      | -    | Istamboul           |                                                                                          |
| 31 octobre   | Les élections présidentielles en Birmanie                   | -    | Birmanie            | Politique en Birmanie                                                                    |
| 7 novembre   | Les objectifs du Millénaire pour le Développement (OMD)     | -    | Monde               | Objectifs du millénaire pour le développement                                            |
| 21 novembre  | Les scénarios de la Cop 21 (1/2)                            | -    | Le Bourget          | Conférence de Paris sur le climat (décembre 2015) GIEC (5e Rapport d'évaluation de 2014) |
| 28 novembre  | Les scénarios de la Cop 21 (2/2)                            | -    | Le Bourget          | Conférence de Paris sur le climat (décembre 2015) GIEC (5e Rapport d'évaluation de 2014) |
| 5 décembre   | 2037, un monde décarboné ?                                  | 2037 | Monde               | Bilan carbone Dioxyde de carbone Véhicule décarboné                                      |
| 12 décembre  | Mexico : les limites du gigantisme                          | -    | Mexique             | Mexico                                                                                   |

| 9 janvier    | Les cartes du tabac                                               | - | Monde       | Tabac Industrie du tabac Législation sur le tabac |
| 16 janvier   | L'Égypte d'Al-Sissi                                               | - | Égypte      | Égypte Al-Sissi |
| 23 janvier   | L'Algérie dans l'impasse                                          | - | Algérie     | Algérie |
| 30 janvier   | Le transport maritime, cœur de la mondialisation                  | - | Monde       | Transport maritime |
| 6 février    | La Mongolie à l'ombre de la Chine ?                               | - | Mongolie    | Mongolie |
| 27 février   | Le patrimoine mondial est bien mal protégé                        | - | Monde       | Patrimoine mondial |
| 5 mars       | Les droits des femmes                                             | - | Monde       | Droits des femmes |
| 12 mars      | Érythrée : aux origines des flux migratoires                      | - | Érythrée    | Érythrée |
| 19 mars      | Des nouvelles du Pakistan                                         | - | Pakistan    | Pakistan |
| 2 avril      | Thaïlande : succès économique, impasse politique                  | - | Thaïlande   | Thaïlande |
| 9 avril      | Des nouvelles de l'Antarctique                                    | - | Antarctique | Histoire de l'Antarctique Géographie de l'Antarctique |
| 30 avril     | Le rêve Californien ?                                             | - | Californie  | Économie de la Californie Politique en Californie |
| 7 mai        | La révolution solaire ?                                           | - | Monde       | Énergie solaire |
| 14 mai       | Homosexualité : quels droits à la différence ?                    | - | Monde       | Homosexualité |
| 21 mai       | Île Maurice : au-delà de la carte postale                         | - | Île Maurice | Maurice (pays) |
| 4 juin       | Crues de la Seine : risque régulier, risque oublié (1/2)          | - | La Seine    | Crue Inondation |
| 11 juin      | Crues de la Seine : risque régulier, risque oublié (2/2)          | - | La Seine    | Crue Inondation |
| 18 juin      | Yémen, la porte des larmes                                        | - | Yémen       | Histoire du Yémen |
| 3 septembre  | Les nouvelles frontières du tourisme                              | - | Monde       | Tourisme Liste des destinations touristiques mondiales |
| 10 septembre | Révolution cartographique ?                                       | - | Monde       | Cartographie Cartographie en ligne |
| 17 septembre | La mutation du commerce international                             | - | Monde       | Organisation mondiale du commerce (OMC) Association des nations de l'Asie du Sud-Est (ASEAN) Accord de partenariat économique régional intégral (RCEP) Accord de partenariat transpacifique (TPP) Accord économique et commercial global (CETA)                                    |
| 24 septembre | TTIP : La plus grande zone de libre-échange du monde              | - | Monde       | Partenariat transatlantique de commerce et d'investissement (TTIP) |
| 1er octobre  | L’Iran, un géant à venir ?                                        | - | Iran        | Politique étrangère de l'Iran |
| 8 octobre    | L’Afrique dans le maintien de la paix                             | - | Afrique     | Force africaine en attente (FAA) Mission de l'Union africaine en Somalie (AMISOM) Mission multidimensionnelle intégrée des Nations unies pour la stabilisation en Centrafrique (MINUSCA) Mission de l'Organisation des Nations unies en République démocratique du Congo (MONUSCO) |
| 15 octobre   | Des frontières qui se re-ferment ?                                | - | Monde       | Barrière de séparation |
| 5 novembre   | Les montagnes : éternelle périphérie ?                            | - | Monde       | Liste de massifs et chaînes de montagnes |
| 12 novembre  | Finlande, au bout de l'Europe                                     | - | Finlande    | Histoire de la Finlande |
| 19 novembre  | Haïti : de la « perle des Antilles » à la catastrophe humanitaire | - | Haïti       | Histoire d'Haïti Liste de catastrophes naturelles à Haïti Ouragan Matthew |
| 10 décembre  | Des océans sans poissons ?                                        | - | Monde       | Ressource halieutique Gestion durable de la pêche Aquaculture |

| 7 janvier    | Hommage à Jean-Christophe Victor Kouriles, les îles de la discorde | - | Japon et Russie    | Jean-Christophe Victor Conflit territorial des îles Kouriles                                                                |
| 14 janvier   | Le Mozambique, future puissance énergétique ?                      | - | Mozambique         | Économie du Mozambique |
| 21 janvier   | Le Tchad d’Idriss Déby                                             | - | Tchad              | Idriss Déby |
| 28 janvier   | Caucase du Nord, le talon d'achille de la Russie                   | - | Caucase            | District fédéral du Caucase du Nord                                                                                         |
| 4 février    | Connaissez-vous la Guinée Équatoriale ?                            | - | Guinée équatoriale | - |
| 2 septembre  | Russie / Chine : une relation atypique                             | - | Russie et Chine    | Organisation de coopération de Shanghai (OCS) Oléoduc Sibérie orientale - océan Pacifique (ESPO)                            |
| 9 septembre  | Boko Haram après l'État islamique                                  | - | Nigeria            | Boko Haram État de Borno Multinational Joint Task Force (MNJTF)                                                             |
| 16 septembre | Cannabis : un marché mondial                                       | - | Monde              | Cannabis (drogue) |
| 23 septembre | Papouasie occidentale, un conflit oublié                           | - | Nouvelle-Guinée    | Nouvelle-Guinée occidentale Papouasie-Nouvelle-Guinée Transmigration (Indonésie) Conflit en Papouasie occidentale           |
| 30 septembre | Le Baloutchistan : région stratégique entre Chine et Inde          | - | Baloutchistan      | Baloutchistan (Pakistan) Sistan-et-Baloutchistan (Iran) Port de Gwadar au Pakistan Port de Chabahar en Iran                 |
| 7 octobre    | Sauver les océans                                                  | - | Monde              | Pollution marine Surexploitation Surpêche                                                                                   |
| 14 octobre   | Ukraine, un carrefour d'influences                                 | - | Ukraine            | Histoire de l'Ukraine Crise ukrainienne Crise de Crimée                                                                     |
| 21 octobre   | Pourquoi y a-t-il encore des famines ?                             | - | Monde              | Famine Cadre intégré de classification de la sécurité alimentaire                                                           |
| 28 octobre   | Demain, la fin du charbon ?                                        | - | Monde              | Charbon Histoire de l'extraction du charbon                                                                                 |
| 4 novembre   | Armement, un business en croissance                                | - | Monde              | Industrie de l'armement Traité sur la non-prolifération des armes nucléaires Traité sur l'interdiction des armes nucléaires |
| 11 novembre  | Sable, en voie de disparition                                      | - | Monde              | Le sable L'extraction du sable Collectif citoyen « le peuple des dunes »                                                    |
| 18 novembre  | Peut-on comprendre la Corée du Nord ?                              | - | Corée du Nord      | Histoire de la Corée du Nord Politique en Corée du Nord                                                                     |
| 25 novembre  | Rohingyas, Birmans et Musulmans                                    | - | Birmanie           | Groupe ethnique des Rohingyas Conflit dans l'État d'Arakan en 2016-2017                                                     |
| 2 décembre   | Amazonie, le poumon de la planète                                  | - | Amazonie           | Déforestation Déforestation de la forêt amazonienne                                                                         |
| 9 décembre   | Quand le sport est politique                                       | - | Monde              | Histoire du sport Économie du sport Sociologie du sport                                                                     |

| 6 janvier     | Migrations intra-africaines                                | - | Afrique                          | Migration humaine Réfugiés internes                                                                                            |
| 13 janvier    | Philippines, un archipel pris en étau                      | - | Philippines                      | Histoire des Philippines Revendications de souveraineté en mer de Chine méridionale                                            |
| 20 janvier    | Le vin : quand toute la planète trinque                    | - | Monde                            | Région viticole Viticulture en France                                                                                          |
| 3 février     | Chine : le Tibet sur un plateau                            | - | Tibet                            | Région autonome du Tibet Débat sur la souveraineté du Tibet                                                                    |
| 10 février    | Qui défend l'Europe ?                                      | - | Europe                           | Coopération structurée permanente (CSP ou PeSCo) Frontex Europol Agence européenne de défense Communauté européenne de défense |
| 24 février    | La géopolitique du moustique                               | - | Monde                            | Moustique |
| 3 mars        | Un ou des Kurdistan ?                                      | - | Kurdistan                        | Histoire du peuple kurde Kurdistan turc Kurdistan syrien Kurdistan irakien Kurdistan iranien                                   |
| 17 mars       | Arabie saoudite : une ouverture en trompe-l'œil ?          | - | Arabie saoudite                  | Histoire de l'Arabie saoudite Vision 2030 (Arabie saoudite)                                                                    |
| 24 mars       | Kazakhstan : un pont entre la Chine et l'Europe            | - | Kazakhstan                       | Histoire du Kazakhstan Économie du Kazakhstan                                                                                  |
| 7 avril       | Rwanda, miracle après le génocide ?                        | - | Rwanda                           | Génocide des Tutsis au Rwanda Économie du Rwanda                                                                               |
| 14 avril      | Câbles sous-marins : la guerre invisible                   | - | Monde                            | Câble sous-marin Liste des câbles de communication sous-marins                                                                 |
| 28 avril      | Catalogne : l'imbroglio espagnol                           | - | Espagne                          | Catalogne Histoire de la Catalogne                                                                                             |
| 5 mai         | Villes : jamais sans ma voiture ?                          | - | Monde                            | Voiture Histoire de l'automobile Impact environnemental du transport routier                                                   |
| 19 mai        | Transnistrie : le pays qui n'existe pas                    | - | Moldavie                         | Transnistrie Tiraspol |
| 26 mai        | Libye : les raisons du chaos                               | - | Libye                            | Tripolitaine, Cyrénaïque, Fezzan Toubous, Touaregs, Berbères                                                                   |
| 9 juin        | Hong Kong : retour en Chine                                | - | Chine                            | Hong Kong Histoire de Hong Kong Rétrocession de Hong Kong à la Chine                                                           |
| 16 juin       | Franc CFA : un vestige colonial                            | - | Afrique                          | Franc CFA Union économique et monétaire ouest-africaine Communauté économique et monétaire de l'Afrique centrale               |
| 1er septembre | La Chinafrique ?                                           | - | Afrique                          | Chinafrique |
| 8 septembre   | Sahara : conflit ensablé ?                                 | - | Afrique                          | Sahara occidental |
| 15 septembre  | Kosovo, 10 ans d'indépendance et quel avenir ?             | - | Kosovo                           | Histoire du Kosovo Force pour le Kosovo (KFOR) EULEX Kosovo (Mission « état de droit »)                                        |
| 22 septembre  | Mer rouge : guerre froide en eaux chaudes ?                | - | Mer Rouge                        | Canal de Suez Détroit de Tiran détroit de Bab-el-Mandeb                                                                        |
| 6 octobre     | Nouvelle-Calédonie : un caillou français dans le Pacifique | - | Nouvelle-Calédonie               | Histoire de la Nouvelle-Calédonie Économie de la Nouvelle-Calédonie                                                            |
| 13 octobre    | Venezuela : le pétrole et la misère                        | - | Venezuela                        | Histoire du Venezuela Économie du Venezuela                                                                                    |
| 20 octobre    | Irak : après les guerres                                   | - | Irak                             | Histoire de l'Irak Guerre Iran-Irak Guerre du Golfe                                                                            |
| 27 octobre    | Le cyber, nouvel espace géopolitique                       | - | Monde                            | Cyberespace Cyberattaque Cyberguerre Cyberdéfense                                                                              |
| 3 novembre    | La Thaïlande : derrière la carte postale ?                 | - | Thaïlande                        | Histoire de la Thaïlande Tourisme en Thaïlande                                                                                 |
| 10 novembre   | RDC : le grand pillage                                     | - | République démocratique du Congo | Histoire de la république démocratique du Congo Économie de la république démocratique du Congo                                |
| 17 novembre   | Suède : panique en mer Baltique ?                          | - | Suède                            | Histoire de la Suède Mer Baltique Géographie politique de la mer Baltique                                                      |
| 1er décembre  | Inde : rêve de puissance ?                                 | - | Inde                             | Économie de l'Inde Politique en Inde                                                                                           |
| 8 décembre    | Géopolitique des lieux saints                              | - | Monde                            | Liste des lieux saints |

| 12 janvier   | Quel monde vu du Kremlin ?                                 | - | Russie            | Géopolitique de la Russie |
| 19 janvier   | L'espace : enjeu de puissance ?                            | - | Monde             | Industrie spatiale Astronautique |
| 2 février    | Liban, un pays sous influences                             | - | Liban             | Histoire du Liban Chronologie du Liban |
| 9 février    | Mexique : mur, drogues et corruptions                      | - | Mexique           | Barrière entre les États-Unis et le Mexique Guerre de la drogue au Mexique Corruption au Mexique                                                                                     |
| 23 février   | Éthiopie : de la famine à la croissance ?                  | - | Éthiopie          | Économie de l'Éthiopie Politique en Éthiopie |
| 2 mars       | Afghanistan : un pays « accidenté »                        | - | Afghanistan       | Géographie de l'Afghanistan Hindou Kouch |
| 16 mars      | L'intelligence artificielle : un instrument de puissance ? | - | Monde             | Intelligence artificielle Histoire de l'intelligence artificielle |
| 23 mars      | Oman : un sultanat trop tranquille ?                       | - | Oman              | Politique à Oman Économie d'Oman |
| 6 avril      | Aéroports : la guerre des hubs                             | - | Monde             | Plate-forme de correspondance aéroportuaire |
| 13 avril     | Pakistan : géopolitique du double jeu ?                    | - | Pakistan          | Histoire du Pakistan Politique au Pakistan |
| 27 avril     | Demain, un monde sans oiseaux ?                            | - | Monde             | Oiseau Protection des oiseaux Déclin des populations d'oiseaux |
| 11 mai       | Pologne : quelle place en Europe ?                         | - | Pologne           | Histoire de la Pologne Adhésion de la Pologne à l'Union européenne |
| 18 mai       | Europe : après le flux, le reflux ?                        | - | Europe            | Union européenne États membres de l'Union européenne Traité instituant la Communauté économique européenne Association européenne de libre-échange Chronologie de l'Union européenne |
| 1er juin     | Mer des Caraïbes : un vent nouveau se lève ?               | - | Mer des Caraïbes  | Géopolitique de la mer des Caraïbes Canal de Panama |
| 8 juin       | Australie : puissance d'Orient ou d'Occident ?             | - | Australie         | Économie de l'Australie Culture de l'Australie |
| 24 août      | Démographie : où sont les jeunes ?                         | - | Monde             | Population mondiale Taux de fécondité Prospective démographique |
| 31 août      | Turquie : la puissance selon Erdogan ?                     | - | Turquie           | Recep Tayyip Erdoğan Économie de la Turquie |
| 7 septembre  | Manche : petite mer, grands enjeux                         | - | Manche            | Histoire de la Manche |
| 14 septembre | la mondialisation dans nos assiettes ?                     | - | Monde             | Alimentation humaine Restauration rapide |
| 21 septembre | Iran : au cœur des tensions                                | - | Iran              | Histoire de l'Iran Démographie de l'Iran Politique étrangère de l'Iran Programme nucléaire de l'Iran                                                                                 |
| 28 septembre | Mer de Chine : bataille navale ?                           | - | Les mers de Chine | Mer de Chine orientale Mer de Chine méridionale Conflit en mer de Chine méridionale                                                                                                  |
| 5 octobre    | Algérie : le grand gâchis                                  | - | Algérie           | Géographie de l'Algérie Histoire de l'Algérie depuis 1962 Économie de l'Algérie |
| 19 octobre   | Eau : une ressource sous tension                           | - | Monde             | L'eau Répartition de l'eau sur Terre Ressource hydrique Utilisation de l'eau |
| 26 octobre   | Donald Trump : perturbateur mondial                        | - | Monde             | États-Unis Donald Trump Première présidence de Donald Trump Positions politiques de Donald Trump                                                                                     |
| 9 novembre   | Le Mali : les maux du Sahel                                | - | Mali              | Sahel Géographie du Mali Histoire du Mali Économie du Mali |
| 16 novembre  | Commerce : à la conquête des océans                        | - | Monde             | Point Nemo Routes maritimes Transport maritime |
| 23 novembre  | Japon : retour au centre                                   | - | Japon             | Géographie du Japon Histoire contemporaine du Japon Politique au Japon |
| 30 novembre  | Voiture : une industrie mondialisée                        | - | Monde             | Industrie automobile Liste des constructeurs automobiles Marché de l'automobile |
| 7 décembre   | La planète des langues                                     | - | Monde             | Langue Origine du langage Liste des langues |

| 18 janvier   | Brésil : une puissance inaboutie                         | - | Brésil                | Géographie du Brésil États du Brésil Économie du Brésil |
| 1er février  | Singapour, île modèle ou île fragile ?                   | - | Singapour             | Histoire de Singapour Politique à Singapour Économie de Singapour |
| 8 février    | Le train : transport d'avenir                            | - | Monde                 | Le Train Histoire des chemins de fer Chronologie des chemins de fer L'Hyperloop                                                                                           |
| 22 février   | Jordanie : la discrète du Proche-Orient                  | - | Jordanie              | Histoire de la Jordanie Politique en Jordanie Économie de la Jordanie |
| 29 février   | Taïwan dans le viseur de Pékin                           | - | Taïwan                | Géographie de Taïwan Histoire de Taïwan Économie de Taïwan Politique à Taïwan                                                                                             |
| 7 mars       | La Grande-Bretagne peut-elle miser sur le Commonwealth ? | - | Royaume-Uni           | Sortie du Royaume-Uni de l'UE Le Commonwealth Liste des États membres du Commonwealth Royaumes du Commonwealth Républiques du Commonwealth                                |
| 21 mars      | Kaliningrad : une enclave russe en Europe                | - | Oblast de Kaliningrad | Kaliningrad Königsberg Bataille de Königsberg |
| 28 mars      | Cachemire : un conflit sans fin                          | - | Cachemire             | Partition des Indes Histoire du Cachemire Jammu-et-Cachemire (État princier)                                                                                              |
| 4 avril      | Tunisie : une voie singulière au Maghreb                 | - | Tunisie               | Géographie de la Tunisie Histoire de Carthage Histoire de la Tunisie Histoire de la Tunisie depuis 1956 Politique en Tunisie Économie de la Tunisie                       |
| 11 avril     | Quand le monde accélère                                  | - | Monde                 | Le temps Méridien de Paris Méridien de Greenwich Temps (philosophie) Cartes isochrones                                                                                    |
| 30 mai       | Epidémies, une longue histoire                           | - | Monde                 | Épidémie Pandémie Grippe aviaire |
| 6 juin       | L'Otan en état de mort cérébrale ?                       | - | Monde                 | Organisation du traité de l'Atlantique nord Relations entre la France et l'OTAN Sommets de l'OTAN                                                                         |
| 13 juin      | Un monde de forêts                                       | - | Monde                 | Massifs forestiers Déforestation Filière bois |
| 22 août      | La planète malade du plastique                           | - | Monde                 | Matière plastique Industrie du plastique Valorisation des déchets en matière plastique Pollution par le plastique Vortex de déchets du Pacifique nord                     |
| 29 août      | Islam(s), islamisme(s)                                   | - | Monde                 | Islam Islamisme Sunnisme Chiisme Wahhabisme Salafisme Frères musulmans |
| 5 septembre  | Caspienne : une mer surexploitée                         | - | Mer Caspienne         | Mer fermée Convention sur le statut de la mer Caspienne |
| 12 septembre | La Chine, la Russie et la mystérieuse "ocs"              | - | Monde                 | Organisation de coopération de Shanghai (OCS) Organisation des Nations unies Liste des dirigeants des organisations internationales                                       |
| 19 septembre | Flux migratoires, une longue histoire                    | - | Monde                 | Migration humaine Flux migratoires Musée de l'Histoire de l'immigration                                                                                                   |
| 26 septembre | Poutine-Erdogan, les vigies de la mer Noire              | - | Mer Noire             | Vladimir Poutine Recep Tayyip Erdoğan Turkish Stream Blue Stream |
| 3 octobre    | Routes de la soie, le Monopoly de Xi Jinping             | - | Monde                 | Xi Jinping Nouvelle route de la soie China Merchants Group China Cosco Holdings                                                                                           |
| 10 octobre   | Groenland : banquises et convoitises                     | - | Groenland             | Géographie du Groenland Histoire du Groenland Conseil de l'Arctique |
| 17 octobre   | La Chine, un pays, plusieurs visages                     | - | Chine                 | Histoire de la Chine Géographie de la Chine Économie de la république populaire de Chine Groupes ethniques de Chine                                                       |
| 24 octobre   | Le café : un si long voyage                              | - | Monde                 | Le café Histoire de la caféiculture Économie du café Liste de variétés de caféier                                                                                         |
| 31 octobre   | Italie : un laboratoire européen                         | - | Italie                | Histoire de l'Italie Géographie de l'Italie Pandémie de Covid-19 en Italie                                                                                                |
| 7 novembre   | Électrification de l'Afrique : quelle(s) énergie(s)      | - | Afrique               | Économie de l'Afrique Production d'électricité Réseau électrique Ajustement offre-demande d'électricité                                                                   |
| 14 novembre  | Portugal : petit pays devenu grand ?                     | - | Portugal              | Histoire du Portugal Géographie du Portugal Açores, Madère Communauté des pays de langue portugaise                                                                       |
| 21 novembre  | 5G : une guerre froide sino-américaine                   | - | Monde                 | Global System for Mobile Communications (2G) 5G, Huawei, AT&T Verizon Communications Broadcom, Qualcomm TSMC, Ericsson, Nokia Union internationale des télécommunications |
| 28 novembre  | Namibie : un double passé colonial                       | - | Namibie               | Géographie de la Namibie Histoire de la Namibie Le Sud-Ouest africain allemand Économie de la Namibie                                                                     |
| 5 décembre   | Climat : le dérèglement c'est maintenant !               | - | Monde                 | Réchauffement climatique Changement climatique Effet de serre Groupe intergouvernemental sur l'évolution du climat (GIEC)                                                 |
| 12 décembre  | Syrie : dix ans de guerre                                | - | Syrie                 | Histoire de la Syrie Politique en Syrie Guerre civile syrienne Offensive turque dans le nord-est de la Syrie en 2019                                                      |

| 9 janvier    | Canada : l'autre Amérique                              | - | Canada              | Géographie du Canada Histoire du Canada Économie du Canada Accord de libre-échange nord-américain (ALENA) Accord Canada–États-Unis–Mexique (ACEUM)                 |
| 16 janvier   | Les Émirats : une voie singulière au Moyen-Orient      | - | Émirats arabes unis | Géographie des Émirats Subdivisions des Émirats Histoire des Émirats Économie des Émirats                                                                          |
| 30 janvier   | De Trump à Biden : quel leadership américain ?         | - | États-Unis          | Histoire des États-Unis Politique aux États-Unis Économie des États-Unis                                                                                           |
| 6 février    | Yémen : l'impossible unité ?                           | - | Yémen               | Histoire du Yémen Yemen du Nord (1962-1990) Fédération d'Arabie du Sud (1962–1967) Yemen du Sud (1967-1990) Zaïdisme, Ismaélisme, Chaféisme Guerre civile yéménite |
| 13 février   | Inde : le tournant Modi                                | - | Inde                | Géographie de l'Inde Histoire de l'Inde Politique en Inde Bharatiya Janata Party (BJP)                                                                             |
| 27 février   | Allemagne : une puissance nommée Merkel                | - | Allemagne           | Angela Merkel |
| 6 mars       | Un monde de femmes                                     | - | Monde               | Les droits des femmes |
| 20 mars      | Quand la planète s'habille                             | - | Monde               | le textile L'industrie textile |
| 27 mars      | Vietnam : une nouvelle ère après les guerres ?         | - | Vietnam             | Histoire du Viêt Nam Géographie du Viêt Nam Économie du Viêt Nam                                                                                                   |
| 3 avril      | Le Maroc des rois : quel avenir ?                      | - | Maroc               | Histoire du Maroc Géographie du Maroc Économie du Maroc Sahara occidental                                                                                          |
| 10 avril     | Épidémies, une longue histoire                         | - | Monde               | Épidémie Pandémie Pandémie de Covid-19 |
| 17 avril     | Les Alpes : une histoire européenne                    | - | Europe              | Les Alpes Géographie des Alpes Histoire des Alpes |
| 8 mai        | Mozambique : l'Eldorado maudit                         | - | Mozambique          | Histoire du Mozambique Géographie du Mozambique Insurrection djihadiste au Mozambique                                                                              |
| 15 mai       | Antarctique : banquises et convoitises                 | - | Antarctique         | Histoire de l'Antarctique Géographie de l'Antarctique Traité sur l'Antarctique Terre Adélie                                                                        |
| 29 mai       | Pacifique : jeux d'influence en Océanie                | - | Océanie             | Histoire de l'Océanie Australasie Mélanésie Micronésie Polynésie                                                                                                   |
| 5 juin       | Tourisme : où voyagerons-nous dans le monde d'après ?  | - | Monde               | Tourisme Liste des destinations touristiques mondiales Impact climatique du transport aérien                                                                       |
| 21 août      | Un monde de volcans                                    | - | Monde               | Volcan Volcanologie Histoire de la Terre |
| 28 août      | Colombie : un pays révolté                             | - | Colombie            | Histoire de la Colombie Géographie de la Colombie Politique en Colombie                                                                                            |
| 4 septembre  | Le Nil : une croisière géopolitique                    | - | Afrique             | Le Nil Nil Blanc Nil Bleu Haut barrage d'Assouan Barrage de la Renaissance                                                                                         |
| 11 septembre | 20 ans de guerre(s) contre le terrorisme, 11 septembre | - | Monde               | Terrorisme Définition du terrorisme Attentats du 11 septembre 2001                                                                                                 |
| 18 septembre | Caucase : un carrefour d'influences                    | - | Caucase             | Grand Caucase Petit Caucase Nord Caucase Caucase du Sud |
| 2 octobre    | Géopolitique des réseaux sociaux                       | - | Monde               | Réseaux sociaux Réseautage social Média social |
| 9 octobre    | Russie : les limites de la puissance                   | - | Russie              | Géographie de la Russie Subdivision de la Russie Économie de la Russie                                                                                             |
| 16 octobre   | Un monde d'abeilles                                    | - | Monde               | Abeille Apiculture Syndrome d'effondrement des colonies d'abeilles                                                                                                 |
| 30 octobre   | La guerre au XXIe siècle : des robots et des hommes    | - | Monde               | Conflits armés Robots militaires Systèmes d'armes létales autonomes véhicules aériens sans pilote Uppsala Conflict Data Program (en)                               |
| 6 novembre   | Cartographie : comment représenter le monde            | - | Monde               | Cartographie Planisphère Projection cartographique |
| 13 novembre  | À l'Est, combien d'Europe(s) ?                         | - | Europe              | Europe de l'Est Bloc de l'Est Pays de l'Europe centrale et orientale Groupe de Visegrád                                                                            |
| 20 novembre  | Cacao : à qui profite le chocolat ?                    | - | Monde               | Cacao Histoire de la culture du cacao Organisation Internationale du Cacao                                                                                         |
| 27 novembre  | Birmanie : entre junte et rêve démocratique            | - | Birmanie            | Géographie de la Birmanie Histoire de la Birmanie Conflit armé birman                                                                                              |
| 4 décembre   | Le Sénégal et la France : un allié jusqu'à quand ?     | - | Sénégal             | Géographie du Sénégal Histoire du Sénégal Économie du Sénégal Environnement au Sénégal                                                                             |
| 11 décembre  | Irak : quelle souveraineté ?                           | - | Irak                | Histoire de l'Irak Politique en Irak Culture irakienne Économie de l'Irak                                                                                          |

| 8 janvier    | Rhin et Danube : deux fleuves, deux Europe(s) ?  | - | Europe                                     | Canal Rhin-Main-Danube Le Rhin Le Main Le Danube                                                                                 |
| 29 janvier   | États-Unis/Chine : l'autre guerre froide ?       | - | Monde                                      | Le pacte AUKUS Banque asiatique d'investissement Banque mondiale Banque asiatique de développement                               |
| 5 février    | Le foot, un enjeu de puissance                   | - | Monde                                      | Le Football Fédération Internationale de Football Association (FIFA) Coupe du monde de football                                  |
| 12 février   | Argentine : le pays des occasions manquées       | - | Argentine                                  | Géographie de l'Argentine Politique en Argentine Économie de l'Argentine Marché commun du Sud (Mercosur)                         |
| 19 février   | Soft power : la guerre des universités           | - | Monde                                      | Le pouvoir de convaincre (Soft power) Palmarès universitaires Classement de Shanghai Erasmus, Institut Confucius                 |
| 5 mars       | Poutine, l'Ukraine et après ?                    | - | Monde                                      | Ukraine Histoire de l'Ukraine Guerre en Ukraine (2022)                                                                           |
| 12 mars      | Le blé : un enjeu de "food power"                | - | Monde                                      | Le blé Histoire de la culture des céréales Blé tendre - Blé dur                                                                  |
| 19 mars      | La France, entre puissance et peur du déclin     | - | France                                     | Histoire de France Régime républicain en France Économie de la France                                                            |
| 26 mars      | Libye : le monde entier s'en mêle                | - | Libye                                      | Géographie de la Libye Histoire de la Libye Politique en Libye                                                                   |
| 9 avril      | Indonésie : l'archipel à haut potentiel          | - | Indonésie                                  | Géographie de l'Indonésie Histoire de l'Indonésie Économie de l'Indonésie                                                        |
| 16 avril     | Afrique du Sud : les démons du passé             | - | Afrique du Sud                             | Géographie de l'Afrique du Sud Histoire de l'Afrique du Sud Économie de l'Afrique du Sud                                         |
| 7 mai        | Poissons : une pêche mondialisée                 | - | Monde                                      | Poisson Pêche Surpêche |
| 14 mai       | Monde : fragiles démocraties ?                   | - | Monde                                      | Démocratie Démocratie directe Démocratie représentative Terra Nova (think tank)                                                  |
| 21 mai       | L'océan Pacifique : au centre du jeu             | - | Monde                                      | Océan Pacifique Asie-Pacifique Coopération économique pour l'Asie-Pacifique Partenariat économique régional global               |
| 4 juin       | La menace nucléaire, un tournant ?               | - | Monde                                      | Guerre nucléaire Traité sur la non-prolifération (TNP) Traité New Start de réduction des armes stratégiques Dissuasion nucléaire |
| 11 juin      | Gaz-pétrole : le nerf de la guerre ?             | - | Monde                                      | Gaz naturel Pétrole Énergie en Europe Différend gazier entre la Russie et l'UE de 2022                                           |
| 18 juin      | Asie centrale : à la croisée des mondes          | - | Asie centrale                              | Kazakhstan Ouzbékistan Kirghizistan Tadjikistan Turkménistan                                                                     |
| 20 août      | Chili : l'espoir du changement                   | - | Chili                                      | Histoire du Chili Géographie du Chili Culture du Chili Économie du Chili                                                         |
| 27 août      | Balkans : vents d'Ouest, vents d'Est             | - | Balkans                                    | Histoire des Balkans Yougoslavie Guerres de Yougoslavie                                                                          |
| 3 septembre  | Chine : la mer, la puissance et le (non) droit   | - | Chine                                      | Géographie de la Chine Droit de la mer Mer de Chine méridionale                                                                  |
| 10 septembre | Israël : conflit sans issue, nouvelles alliances | - | Israël                                     | Géographie d'Israël Histoire d'Israël                                                                                            |
| 24 septembre | Poutine, la nostalgie de l’empire                | - | Russie                                     | Empire soviétique U.R.S.S. |
| 1er octobre  | Royaume-Uni : les premiers effets du Brexit      | - | Royaume-Uni                                | Brexit Économie du Royaume-Uni                                                                                                   |
| 8 octobre    | Nucléaire civil : énergie d'hier ou de demain ?  | - | Monde                                      | Industrie nucléaire Liste des pays producteurs d'électricité nucléaire Débat sur l'énergie nucléaire                             |
| 15 octobre   | Spécial Chine                                    | - | Chine                                      | Congrès national du Parti communiste chinois 20e congrès national du Parti communiste chinois                                    |
| 29 octobre   | Islande : au pays du feu et de la glace          | - | Islande                                    | Géographie de l'Islande Histoire de l'Islande Économie de l'Islande                                                              |
| 5 novembre   | LGBT+ : tour du monde des discriminations        | - | Lesbiennes, gays, bisexuels et transgenres | Mouvement LGBT Droits LGBT Statistiques démographiques sur l'orientation sexuelle                                                |
| 12 novembre  | Écologie : des pays plus "verts" que d’autres ?  | - | Monde                                      | Indice de performance environnementale Empreinte écologique Jour du dépassement Liste des pays par empreinte écologique          |
| 19 novembre  | Qatar : au centre du jeu                         | - | Qatar                                      | Histoire du Qatar Géographie du Qatar Démographie du Qatar Économie du Qatar Coupe du monde de football 2022                     |
| 3 décembre   | Égypte : le syndrome du pharaon                  | - | Égypte                                     | Géographie de l'Égypte Histoire de l'Égypte Politique en Égypte Économie de l'Égypte Démographie de l'Égypte                     |

| 7 janvier    | L'UE face aux crises                                      | - | Union européenne        | Conseil européen Commission Parlement Conseil de l'Union Banque centrale Cour de justice de l'UE Cour des comptes |
| 14 janvier   | Chine-Russie : amis pour la vie ?                         | - | Chine, Russie           | Histoire de la Chine Histoire de la Russie Relations entre la Chine et la Russie                                  |
| 21 janvier   | Les Palestiniens : quel État ?                            | - | Palestine (région)      | Histoire de la Palestine Histoire d'Israël Palestine (État) Israël                                                |
| 28 janvier   | Hongrie : à l'est plutôt qu'à l'ouest ?                   | - | Hongrie                 | Géographie de la Hongrie Histoire de la Hongrie Politique en Hongrie                                              |
| 4 février    | Turquie : les cartes d'Erdogan                            | - | Turquie                 | Histoire de la Turquie Politique en Turquie                                                                       |
| 11 février   | Pays baltes : aux portes de la guerre                     | - | Pays baltes             | Lituanie Lettonie Estonie                                                                                         |
| 18 février   | Spécial Ukraine                                           | - | Monde                   | Invasion de l'Ukraine par la Russie de 2022 Oblast de Kaliningrad Mer Baltique                                    |
| 25 février   | Ukraine : le retour de la guerre                          | - | Ukraine                 | Histoire de l'Ukraine Géographie de l'Ukraine Chronologie de l'invasion de l'Ukraine par la Russie                |
| 11 mars      | États-Unis : fractures d'hier et d'aujourd'hui            | - | États-Unis              | Histoire des États-Unis Politique aux États-Unis Immigration aux États-Unis                                       |
| 18 mars      | Un monde de déchets                                       | - | Monde                   | Déchet Tri des déchets Gestion des déchets                                                                        |
| 1er avril    | Finlande-Russie : la fin de la neutralité                 | - | Finlande                | Histoire de la Finlande Finlandisation Organisation du traité de l'Atlantique nord                                |
| 15 avril     | Niger : une fragile stabilité                             | - | Niger                   | Histoire du Niger Géographie du Niger Économie du Niger                                                           |
| 22 avril     | Roumanie : entre Est et Ouest, aux portes de la guerre    | - | Roumanie                | Histoire de la Roumanie Géographie de la Roumanie Économie de la Roumanie                                         |
| 13 mai       | Corée du Sud : le "demi-pays" a trouvé sa voie            | - | Corée du Sud            | Histoire de la Corée du Sud Géographie de la Corée du Sud Économie de la Corée du Sud                             |
| 20 mai       | Espagne : une puissance retenue                           | - | Espagne                 | Histoire de l'Espagne Géographie de l'Espagne Économie de l'Espagne                                               |
| 27 mai       | Côte d'ivoire : l'Afrique des possibles                   | - | Côte d'Ivoire           | Histoire de la Côte d'Ivoire Géographie de la Côte d'Ivoire Économie de la Côte d'Ivoire                          |
| 3 juin       | Grèce : la fragile de l'UE                                | - | Grèce                   | Histoire de la Grèce Géographie de la Grèce Économie de la Grèce                                                  |
| 2 septembre  | Costa Rica : un paradis vert ?                            | - | Costa Rica              | Histoire du Costa Rica Géographie du Costa Rica Économie du Costa Rica                                            |
| 9 septembre  | Taïwan : la guerre aura-t-elle lieu ? (émission spéciale) | - | Taïwan                  | Histoire de Taïwan Géographie de Taïwan Économie de Taïwan                                                        |
| 16 septembre | Océan Atlantique : géopolitique d'un océan                | - | Monde                   | Océan Atlantique Histoire atlantique Atlantisme                                                                   |
| 23 septembre | Désinformation : une guerre du XXIe siècle                | - | Monde                   | Désinformation Infox Impartialité Vérification des faits                                                          |
| 7 octobre    | Inde/Chine : le duel des géants                           | - | Monde                   | Inde Chine Dialogue quadrilatéral pour la sécurité                                                                |
| 14 octobre   | Israël - Palestine : combien de guerres ?                 | - | Israël Palestine (État) | Histoire de la Palestine Histoire d'Israël Palestine (région)                                                     |
| 21 octobre   | Afrique : quelle influence russe ?                        | - | Afrique                 | Histoire de l'Afrique Liste des pays d'Afrique Groupe Wagner                                                      |
| 11 novembre  | La Méditerranée : une mer en danger                       | - | Mer Méditerranée        | Aire marine protégée, MedPAN Convention de Barcelone Cyclone subtropical méditerranéen                            |
| 18 novembre  | ONU : un système a revoir ?                               | - | Monde                   | Organisation des Nations unies Système des Nations unies Assemblée Générale de l’ONU Conseil de sécurité de l'ONU |
| 25 novembre  | Djibouti : un carrefour d'ambitions                       | - | Djibouti                | Histoire de Djibouti Géographie de Djibouti Économie de Djibouti                                                  |
| 2 décembre   | Commerce mondial : crises et fragmentations               | - | Monde                   | Commerce international BRICS OMC Mondialisation                                                                   |

| 6 janvier    | Chypre : l'île de la division                             | - | Chypre               | Histoire de Chypre Partition de Chypre Géographie de Chypre Économie de Chypre Bases militaires britanniques |
| 13 janvier   | Arctique-Antarctique : le monde des pôles                 | - | Monde                | Arctique Antarctique Traité sur l'Antarctique One Planet Summit Cryosphère                                   |
| 20 janvier   | Nigeria : les failles du géant                            | - | Nigeria              | Histoire du Nigeria Géographie du Nigeria Langues au Nigeria Économie du Nigeria Démographie du Nigeria      |
| 27 janvier   | Nouvelle-Zélande : un pays qui se tient à l'écart ?       | - | Nouvelle-Zélande     | Histoire de la N-Z Géographie de la N-Z Économie de la N-Z                                                   |
| 3 février    | Californie : les limites du modèle                        | - | Californie           | Histoire de la Californie Géographie de la Californie Économie de la Californie                              |
| 24 février   | Ukraine-Russie : l'enjeu de la Crimée                     | - | Crimée               | Histoire de la Crimée Annexion de la Crimée par la Russie en 2014                                            |
| 2 mars       | Malaisie : l'enjeu de Malacca                             | - | Malaisie             | Histoire de la Malaisie État de Malacca Détroit de Malacca                                                   |
| 9 mars       | Mongolie : entre Russie et Chine, une voie singulière     | - | Mongolie             | Géographie de la Mongolie Histoire de la Mongolie Gengis Khan                                                |
| 23 mars      | Océan Indien : New Delhi et la mer                        | - | Océan Indien         | Liste des îles de l'océan Indien Littérature de l'océan Indien Dialogue quadrilatéral pour la sécurité       |
| 6 avril      | Détroit de Gibraltar : entre Europe et Afrique            | - | Détroit de Gibraltar | Mer Méditerranée Histoire de la Mediterranee Ceuta Melilla Gibraltar                                         |
| 27 avril     | Liberté de la presse : antidote à la tyrannie             | - | Monde                | Liberté de la presse Désinformation Législation sur les services numérique Reporters sans frontières         |
| 4 mai        | Union européenne : un penchant vers l'Est ?               | - | Union européenne     | Histoire de l'Union européenne Chronologie de l'Union européenne Intégration européenne                      |
| 11 mai       | Golfe Persique : la mer du Moyen-Orient                   | - | Golfe Arabo-persique | Géopolitique du golfe Persique Détroit d'Ormuz                                                               |
| 18 mai       | Liban : les guerres des autres                            | - | Liban                | Histoire du Liban Géographie du Liban Économie du Liban Le Hezbollah                                         |
| 25 mai       | Belgique : concentré d’Europe                             | - | Belgique             | Histoire de la Belgique Géographie de la Belgique Économie de la Belgique Langues en Belgique                |
| 1er juin     | Jeux olympiques : une flamme géopolitique                 | - | Monde                | Jeux olympiques Jeux olympiques antiques Jeux olympiques d'été de 2024                                       |
| 31 août      | Eolien-solaire : une révolution ?                         | - | Monde                | Énergie éolienne Énergie solaire                                                                             |
| 7 septembre  | Arménie : petit pays, grande histoire                     | - | Caucase du Sud       | Arménie Histoire de l'Arménie Haut-Karabagh Nakhitchevan                                                     |
| 14 septembre | La puissance maritime : un enjeu clef du XXIe siècle      | - | Monde                | Mer Zone économique exclusive Convention sur le droit de la mer Conflit en mer de Chine méridionale          |
| 21 septembre | Drogues : des routes qui changent                         | - | Monde                | Drogue Psychotrope Toxicomanie Prohibition des drogues                                                       |
| 28 septembre | Royaume-Uni : union et désunion                           | - | Royaume-Uni          | Angleterre Écosse Pays de Galles Irlande du Nord                                                             |
| 5 octobre    | XXIe siècle : combien de guerres ?                        | - | Monde                | Guerre Liste de guerres                                                                                      |
| 12 octobre   | Iran-Arabie saoudite : portraits croisés                  | - | Monde                | Iran Arabie saoudite                                                                                         |
| 19 octobre   | Voitures électriques, qui peut arrêter la Chine ?         | - | Monde                | Voiture électrique Histoire du véhicule électrique Station de recharge Accumulateur électrique               |
| 2 novembre   | De Trump à Biden : quelle diplomatie américaine ?         | - | États-Unis           | Joe Biden Donald Trump                                                                                       |
| 16 novembre  | De Berlusconi à Meloni : aux racines du populisme italien | - | Italie               | Histoire de l'Italie Silvio Berlusconi Giorgia Meloni                                                        |
| 23 novembre  | Les milices de l’Iran : qui sont les "proxys" ?           | - | Moyen-Orient         | Iran, Hezbollah Houthis, Pasdarans Frères musulmans                                                          |
| 29 novembre  | Amérique latine : une région sous les radars ?            | - | Amérique latine      | Histoire de l'Amérique latine Économie de l'Amérique latine                                                  |

| 10 janvier | Du détroit de Béring a l'Arctique : les ambitions russes | - | Détroit de Béring             |                                                  |
| 17 janvier | Mer du Japon : zone sensible                             | - | Mer du Japon                  |                                                  |
| 24 janvier | Le Dniepr : un fleuve dans la guerre Russie-Ukraine      | - | Dniepr                        |                                                  |
| 31 janvier | Sinaï : un désert entre Égypte et Gaza                   | - | Sinaï                         |                                                  |
| 7 février  | Quand la mer monte : un enjeu mondial                    | - | Élévation du niveau de la mer |                                                  |
| 14 février | Le Vatican : quel rôle diplomatique ?                    | - | Vatican                       |                                                  |
| 7 mars     | Russie et Corée du Nord : une longue histoire            | - | Monde                         |                                                  |
| 14 mars    | Chine : puissance de guerre ou de paix ?                 | - | Chine                         |                                                  |
| 22 mars    | Émirats Arabes Unis : comprendre le nouveau Moyen-Orient | - | Moyen-Orient                  | Émirats arabes unis                              |
| 28 mars    | Smartphones : un enjeu de pouvoir                        | - | Monde                         | Mobile multifonction                             |
| 4 avril    | La France et ses Outre-mer : des territoires complexes   | - | France d'outre-mer            |                                                  |
| 25 avril   | Allemagne : changement d’époque                          | - | Allemagne                     |                                                  |
| 2 mai      | La Pologne : nouveau leader européen ?                   | - | Pologne                       |                                                  |
| 9 mai      | Économie russe : résiliente ou déclinante ?              | - | Russie                        | Économie de la Russie Sanctions contre la Russie |
| 16 mai     | Le golfe de Guinée : un carrefour stratégique et menacé  | - | Golfe de Guinée               |                                                  |
| 23 mai     | Afrique : la France en berne                             | - | Afrique française             | Françafrique                                     |
| 30 mai     | Biodiversité : SOS animaux                               | - | Monde                         |                                                  |

## Méthodes et objectifs de l’émission
Exposées dans un numéro anniversaire pour les dix ans de l’émission La Méthode du Dessous des cartes, elles sont les suivantes :
- donner de la place à la géographie ;
- donner du sens par l’histoire ;
- croiser les disciplines ;
- tout est lié ;
- fuir l’ethnocentrisme ;
- tenter la prospective ;
- prendre position.

Le principal objectif souvent répété de l’émission est de « faire comprendre plutôt que faire savoir ».
Un numéro consacré aux frontières a été particulièrement remarqué : Jean-Christophe Victor y démontrait que les frontières visualisées sur Google Maps dépendaient du pays à partir duquel est affiché la carte ; sur Google Maps chinois le Cachemire, région contestée, fait partie du territoire de la Chine, alors que la version internationale indique des frontières en pointillé, c'est-à-dire des frontières contestées. On retrouve le même problème pour la Crimée qui est rattachée à la Russie dans la version russe de Google Maps dont l'émission dénonce la « profonde malhonnêteté intellectuelle ».

## Prix
- Prix Encyclopædia Universalis 1995
- Grand Prix Vidéo 1996 de l’Académie Charles-Cros
- La Clio de l’image 1997

## Publications

### Livres
- Jean-Christophe Victor, Frank Tétart et Virginie Raisson, Le Dessous des cartes : Atlas géopolitique, cartographie de Frédéric Lernoud, éd. Arte et éditions Tallandier, 2005,  (ISBN 2847342346).
- Jean-Christophe Victor, Frank Tétart et Virginie Raisson, Le Dessous des cartes 2 : Tome 2, Atlas d’un monde qui change, cartographie de Frédéric Lernoud, éd. Arte et éd. Tallandier, 2007,  (ISBN 2847344667).
- Jean-Christophe Victor, Frank Tétart et Virginie Raisson, Le Dessous des Cartes : Coffret en deux volumes : Atlas géopolitique ; Atlas d’un monde qui change, cartographie de Frédéric Lernoud, éd. Arte et Tallandier, 2008,  (ISBN 284734540X).
- Jean-Christophe Victor, Robert Chaouad, et coll., « Le Dessous des Cartes : Itinéraires géopolitiques »(Archive.org • Wikiwix • Archive.is • Google • Que faire ?), éd. Arte et Tallandier, 2011,  (ISBN 2847348239).
- Emilie Aubry et Frank Tétart, Le Dessous des cartes : Le monde mis à nu, éd. Arte et éd. Tallandier, 2021  (ISBN 1021041637)
- Emilie Aubry et Frank Tétart, Le Dessous des cartes : Le retour de la guerre, éd. Arte et éd. Tallandier, 2022  (ISBN 1021054623)
- Émilie Aubry et Frank Tétart, Le Dessous des Cartes : La puissance et la mer, éd. Arte et éd. Tallandier, 2024 (ISBN 9791021061156, OCLC 1457218103).

### VHS
La Sept/Vidéo a publié des cassettes vidéos des premières émissions (SÉCAM, stéréo hi-fi) :
- Europe, U.R.S.S., Moyen Orient (1990/1991) 86min
- Afrique, Asie, Amériques (1990/1991) EDV236 86min

### DVD
Chaque semestre, Arte Vidéo et le LEPAC publient un DVD. Le DVD regroupe 12 à 20 numéros de l’émission autour d’un thème. Les DVD parus à ce jour :
- Amérique latine, l’autre Amérique ;
- Continent Afriques ;
- De l’unité de la Chine ;
- États-Unis, une géographie impériale ;
- Géopolitique et religions ;
- L’Europe, un modèle géopolitique ?
- L’Europe, une alternative ?
- Mondes polaires ;
- Moyen-Orient, pivot géopolitique ;
- Une planète en sursis ;
- Migrations ;
- Environnement - De Kyoto à Copenhague ;
- Richesse et pauvreté des nations ;
- Énergies ;
- Entre guerre et paix ;
- Mondes arabes.

### Supports scolaires
- Le Dessous des cartes Terminale : L’espace mondial ;
- Le Dessous des cartes Première : L’Europe et la France ;
- Le Dessous des cartes Seconde : Les Hommes occupent et aménagent la Terre ;
- Le Dessous des cartes Troisième : Le Monde d’aujourd’hui.